# Ulvenkatastrofen

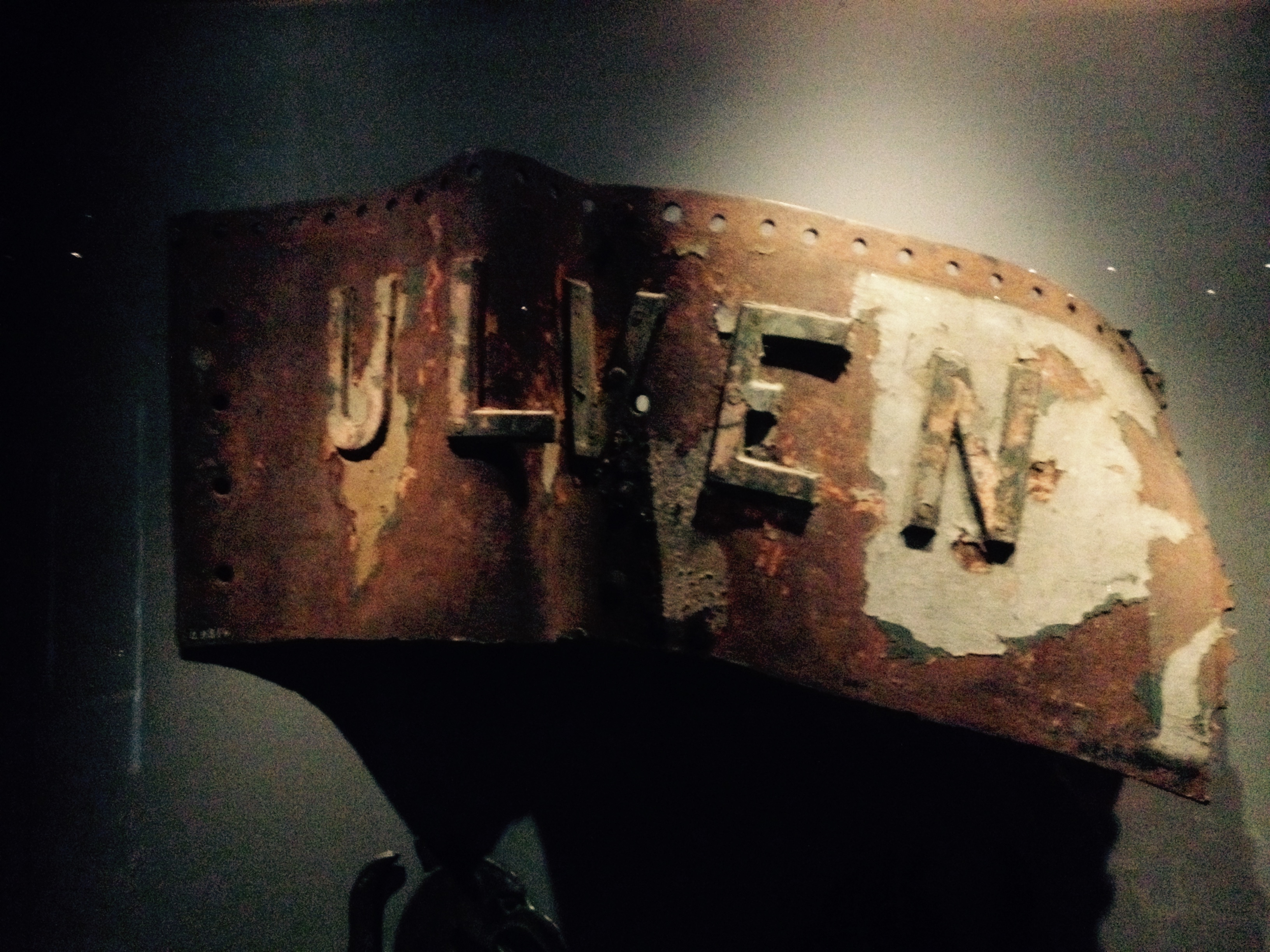
Bockad namnplåt från Ulvens förskepp på Sjöhistoriska Museet i Stockholm.

Ulvenkatastrofen inträffade när den svenska ubåten HMS Ulven, under övning i undervattensläge, minsprängdes och sjönk sydväst om Stora Pölsan utanför Göteborgs norra skärgård den 15 april 1943. Det tre veckor långa sökandet efter den saknade ubåten utfördes under svåra förhållanden med hårt väder, minfara och stenig botten med kraftiga djupvariationer. Rapporter om knackningssignaler och falska napp med olika svepredskap bidrog också till osäkerhet vid sökarbetet. Sedan ubåten återfunnits den 5 maj 1943, och bärgats senare under sommaren med hela besättningen på 33 man död ombord, har rykten om orsaken till förlisningen och det utdragna sökarbetet fortsatt i massmedia.

## Bakgrund

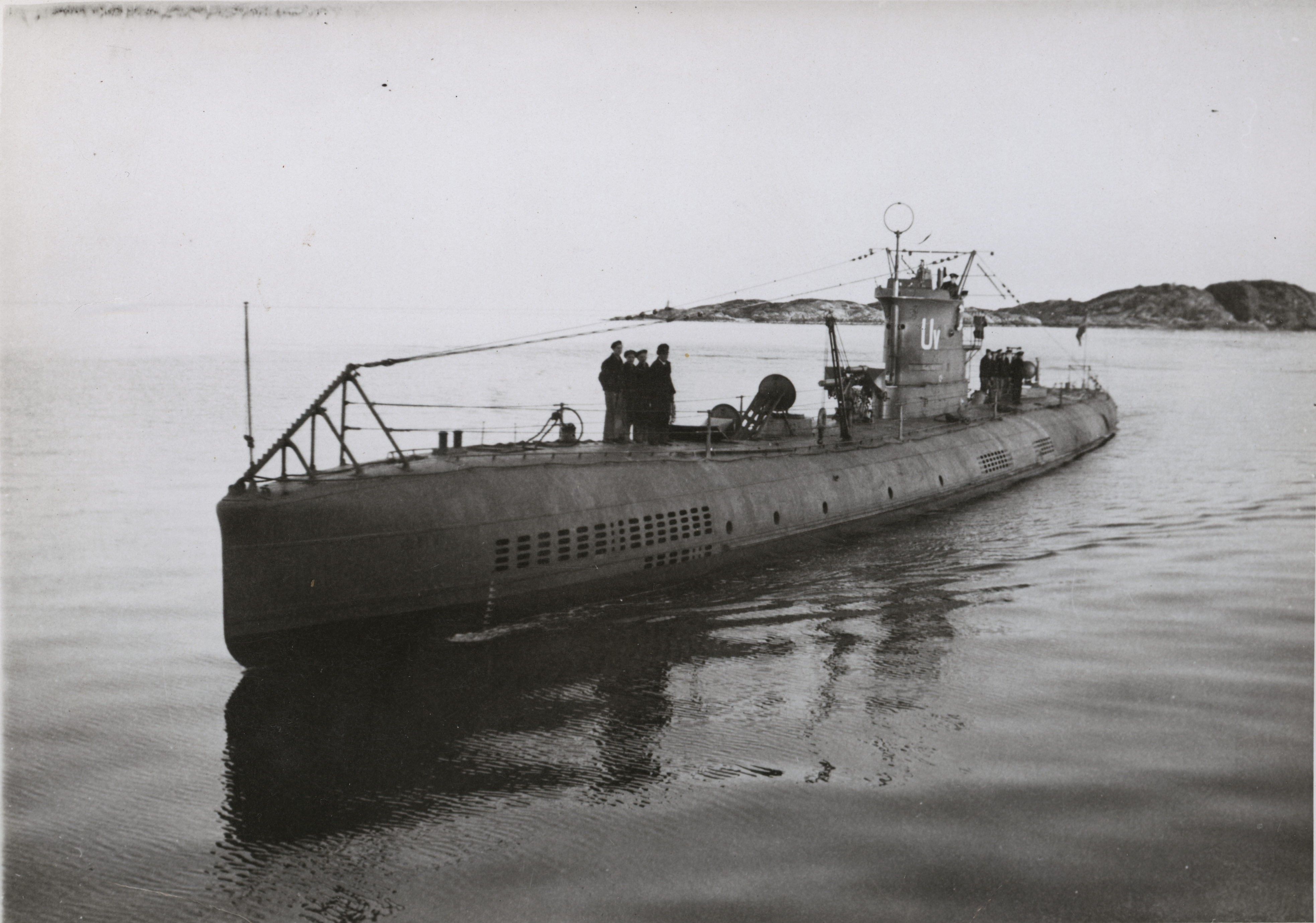
HMS Ulven i tjänst på 1930-talet.

Vid utbrottet av andra världskriget mobiliserades flottans avdelning i Göteborg, Göteborgseskadern, som neutralitetsvakt. Ytfartygen, med eskaderns flaggskepp HMS Manligheten, baserades i Lysekil, medan ubåtarna baserades i Marstrand. Under 1941 förstärktes eskadern med de tre ubåtarna i Draken-klassen, HMS Draken, HMS Gripen och HMS Ulven. Draken-klassen var först i svenska flottan med 53,3 centimeters torpeder, den nya internationella diametern. Fartygen hade också det grövsta artilleri som någonsin funnits på svenska ubåtar, en 10,5 centimeters däckskanon. De var dessutom utrustade med dåtida nyheter som ekolod och passiv sonar. I början av 1943 var de Sveriges största ubåtar, 66,2 meter långa och med största dykdjup 60 meter. Ulven ansågs vid tiden för andra världskriget fortfarande som modern, trots att den sjösatts 1930.
Sedan det tyska anfallet mot Norge och Danmark i april 1940, hade de krigförande länderna placerat ut minspärrar i Skagerack och Kattegatt. Den mest omfattande var den tyska spärren mellan danska Hanstholm och norska Kristiansand, Skagerackspärren, vilken bestod av cirka 13 000 minor. Mellan Skagen och svenska gränsen vid Stora Pölsan fanns också en omfattande tysk minspärr. Den på västkusten något mildare vintern 1942-1943 gjorde att man under februari 1943 inom Västkustens Marindistrikt (MDV) kunde oskadliggöra 236 minor, vilka slitit sig från sina förankringar i minspärrarna.

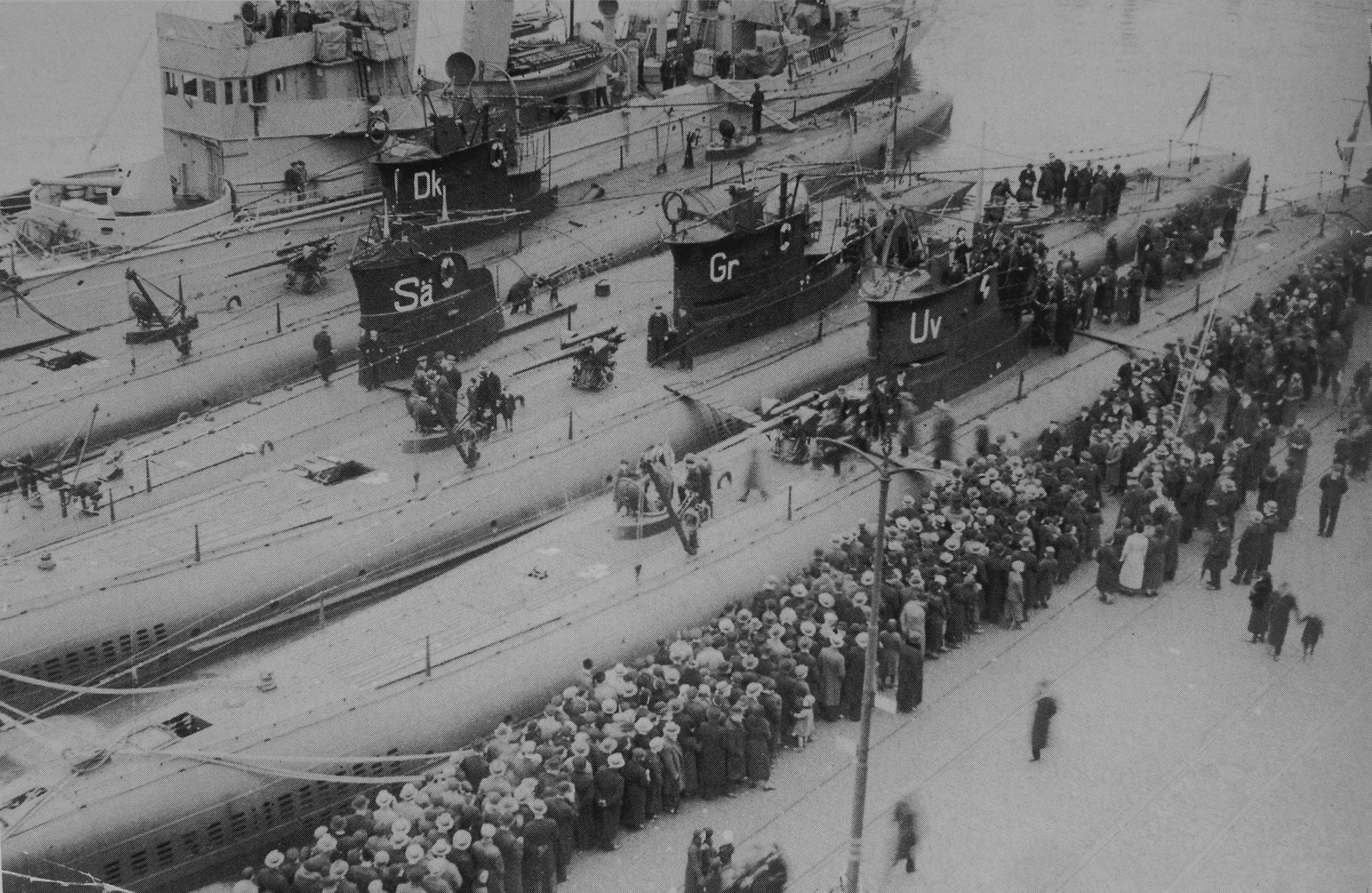
De tre Draken-ubåtarna, HMS Draken, HMS Gripen och HMS Ulven, tillsammans med HMS Sälen drar till sig intresserade i Göteborg 1934.
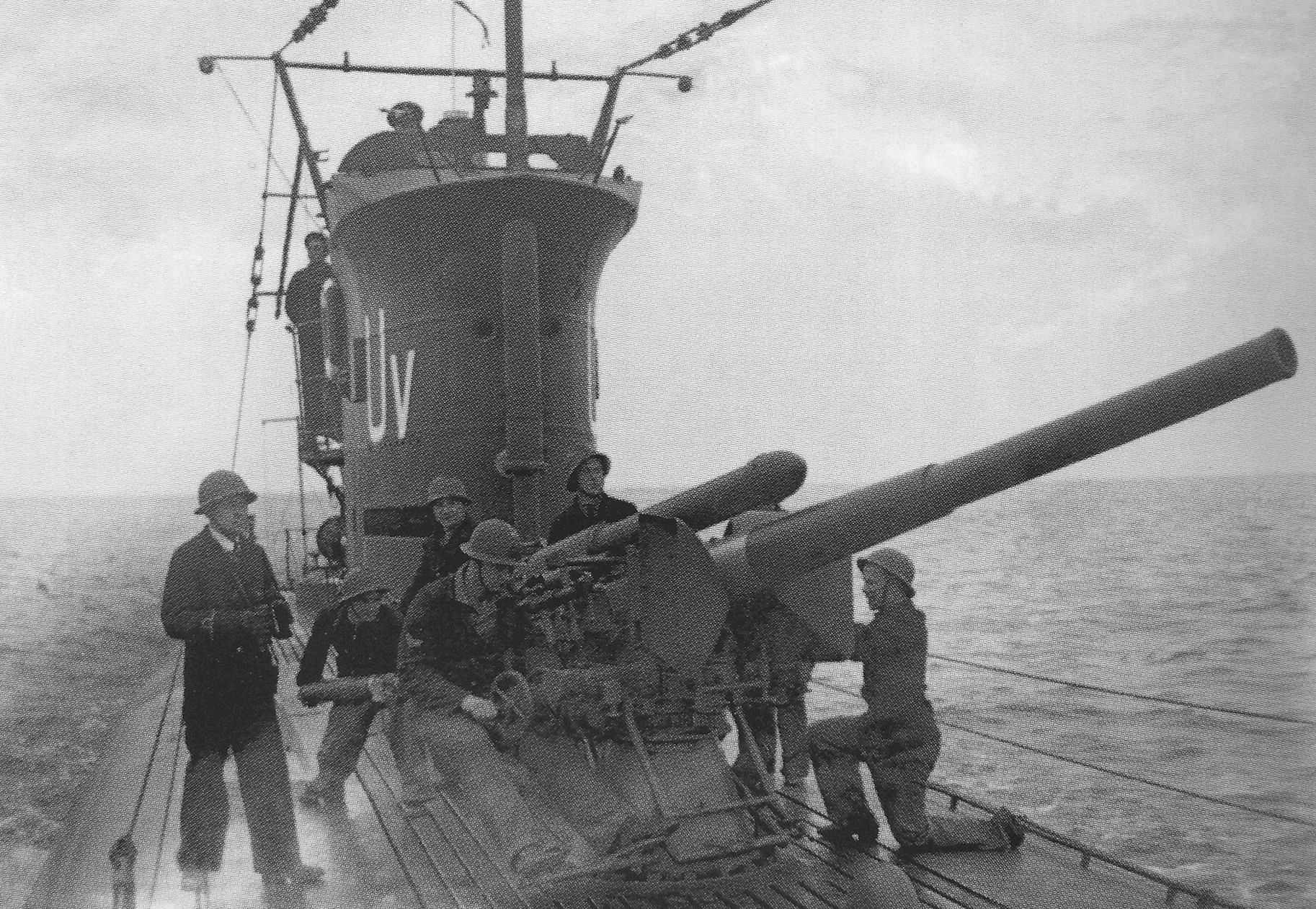
Övning med HMS Ulvens 10,5 cm däckskanon.
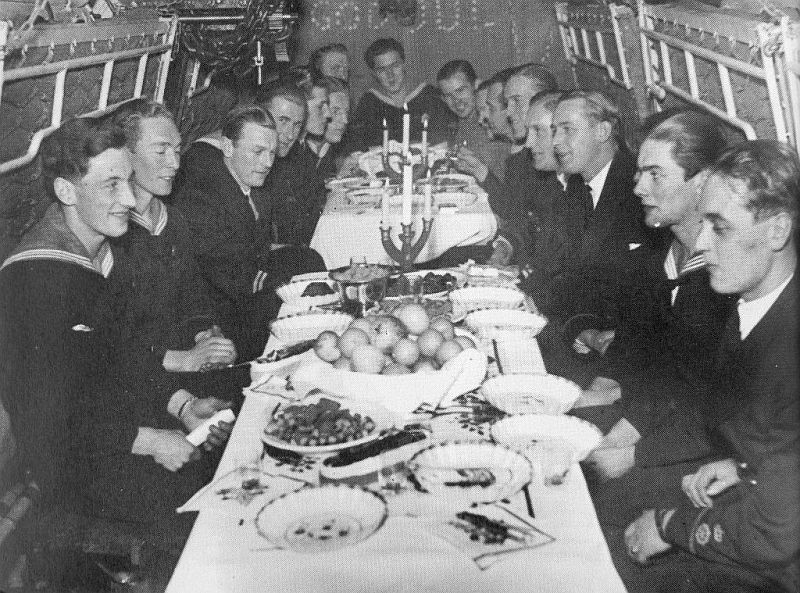
Julfirande i förliga torpedrummet ombord på HMS Ulven, julen 1939.
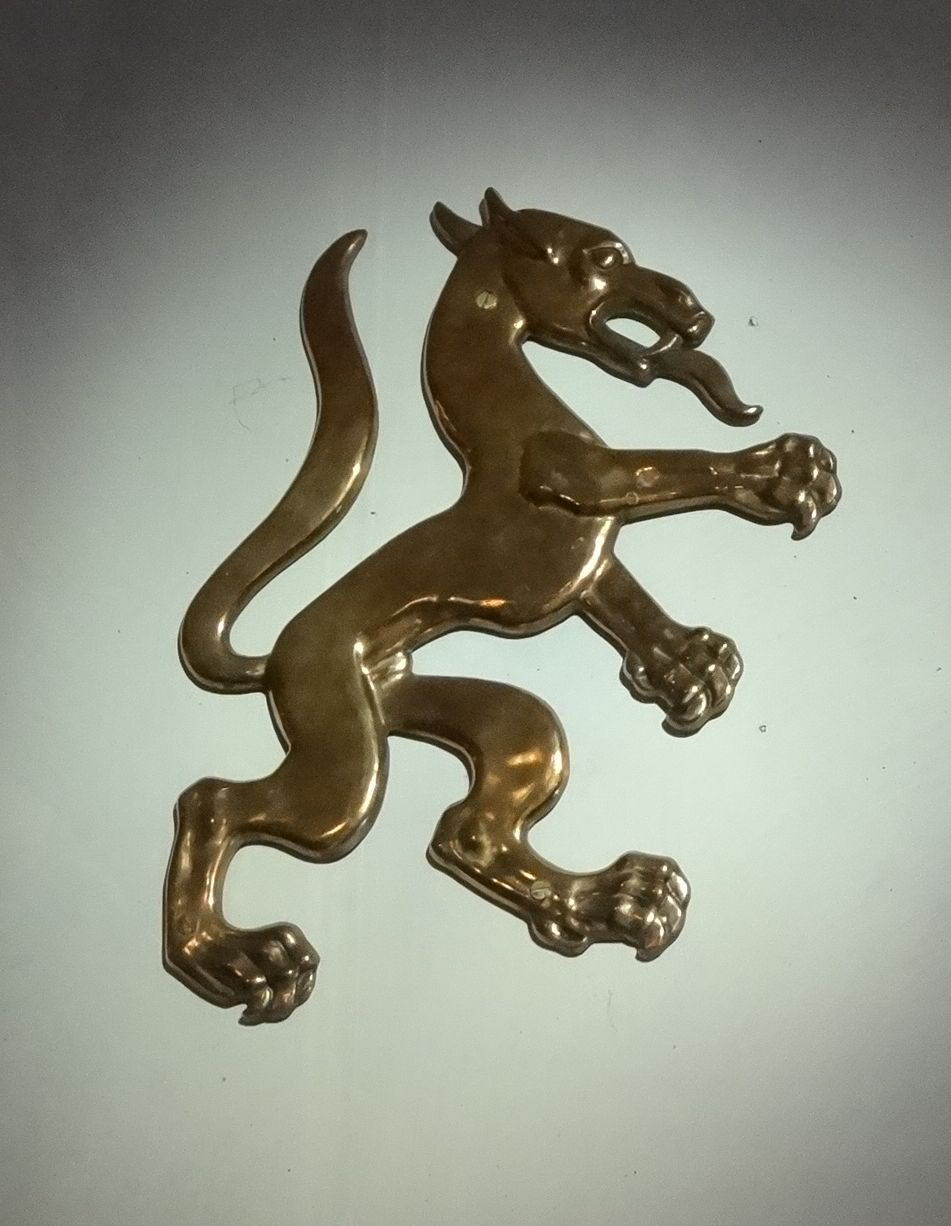
Draken-ubåtarna hade heraldisk tornprydnad med anknytning till fartygsnamnet. HMS Ulvens bild var en varg (ulv) stående på bakbenen.

## Ulvensförlisning

### Taktisk övning

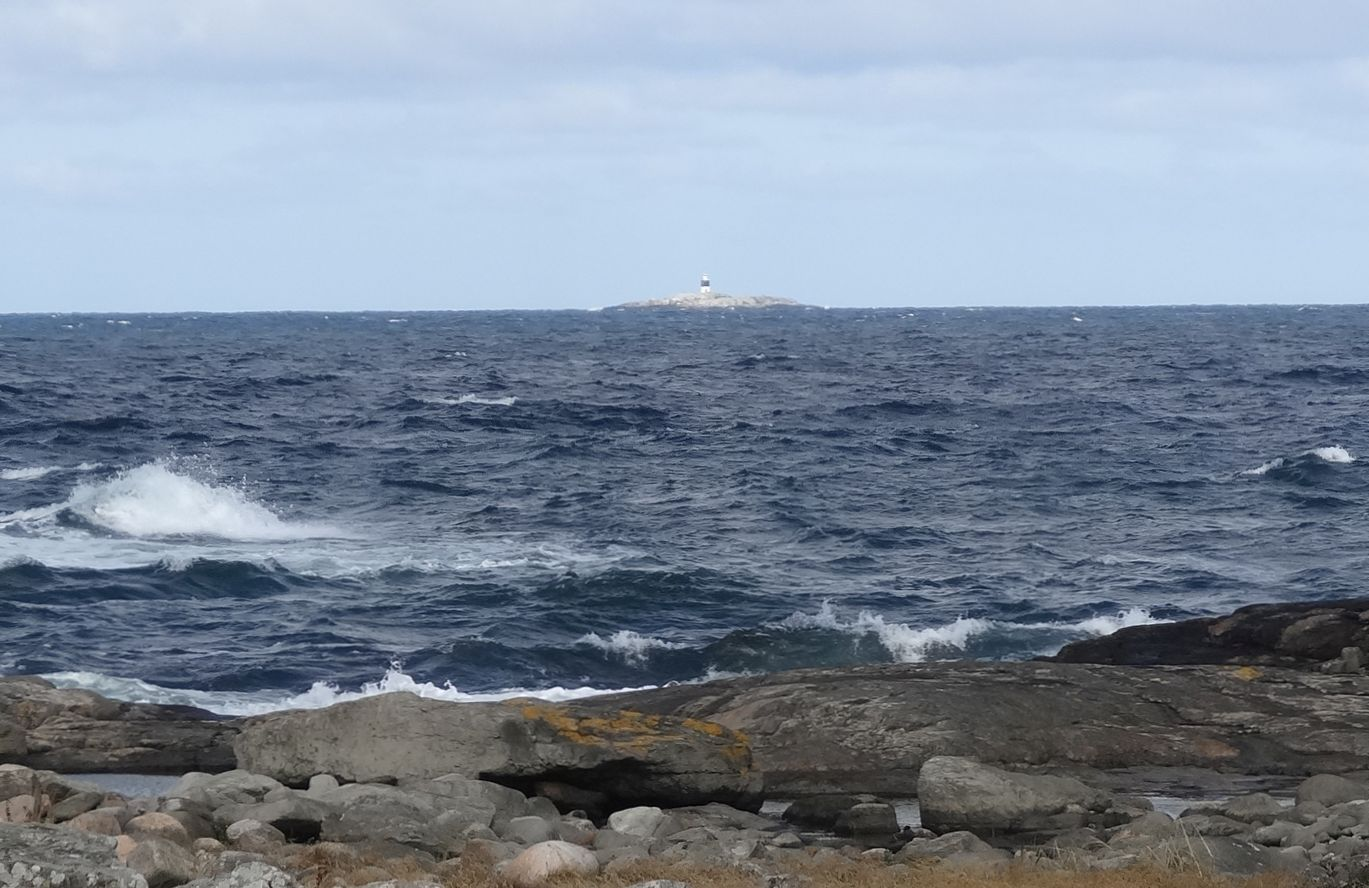
Stora Pölsan inzoomad från Hyppeln.

Den första övningen för vårsäsongen 1943 planerades till mitten av april. För att spara bränsle var övningsområdet nära hemmabasen. HMS Manligheten och några jagare ur Göteborgseskadern skulle förflytta sig utefter kusten i den smala remsan mellan skärgården och gränsen för svenskt territorialvatten, tre nautiska mil utanför de yttersta skären. Ytfartygen skulle försöka skydda sig mot ubåtarna, vilka samtidigt skulle försöka anfalla med övningstorpeder. Ubåtarna tilldelades områden eller rutor, med två nautiska mils separation, där de skulle befinna sig i väntan på anfall. Under natten mellan 15 och 16 april skulle ubåtarna på order från övningsledningen byta ruta. Söder om Ulven fanns HMS Delfinens rutor, och norrut fanns Draken.

#### Torsdag 15 april

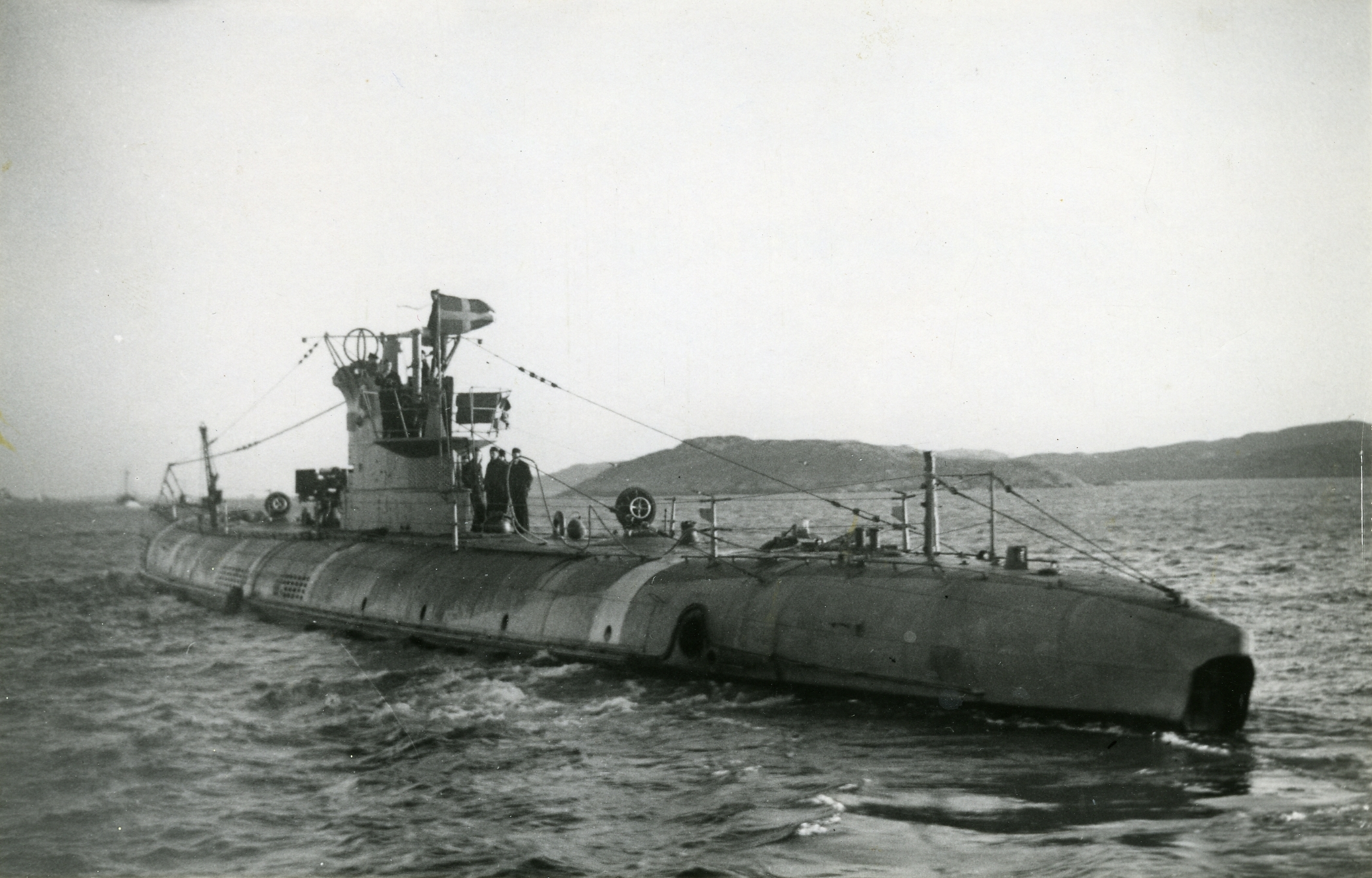
Draken under sökandet efter saknade systerubåten Ulven. Kortvågsantennen, från tornet och akteröver, kan bara användas till radiokommunikation i ytläge.

På förmiddagen visade Ulven sitt periskop, men sköt ingen torped. Det förväntade anfallet under eftermiddagen utfördes inte. Ett uteblivet anfall ansågs inte som onormalt, det kunde vara svårt att komma till skott vilket var anledningen till övningen.
| ”                                      | Klockan tio minuter över sex hörde vi på relativt nära håll den typiska detonationen av en mina. Först kom liksom ett metalliskt slag, sedan ett utdraget rassel. Sådana smällar hade vi hört många gånger förut, varför det blev mer eller mindre rutin. | „ |
| – Georg Rudnell, 1:e officer på Draken | |   |

Första tecknet på att allt inte stod rätt till, var att det inte gick att få radiokontakt med Ulven under natten för att meddela ny övningsruta. Fartyget förväntades befinna sig i ytläge och bekräfta att man tagit emot ordern. Eftersom det kunde finnas naturliga förklaringar, till exempel trasig radioutrustning, ansågs inte situationen som allvarlig. Draken försökte också att få radiokontakt med Ulven utan att lyckas. Slutligen sändes ordern om ny ruta på undervattensfrekvens, vilket innebar att en ubåt i undervattensläge ner till cirka 30 meters djup kunde avlyssna, men inte besvara sändningen.

### Sökandet

#### Fredag 16 april

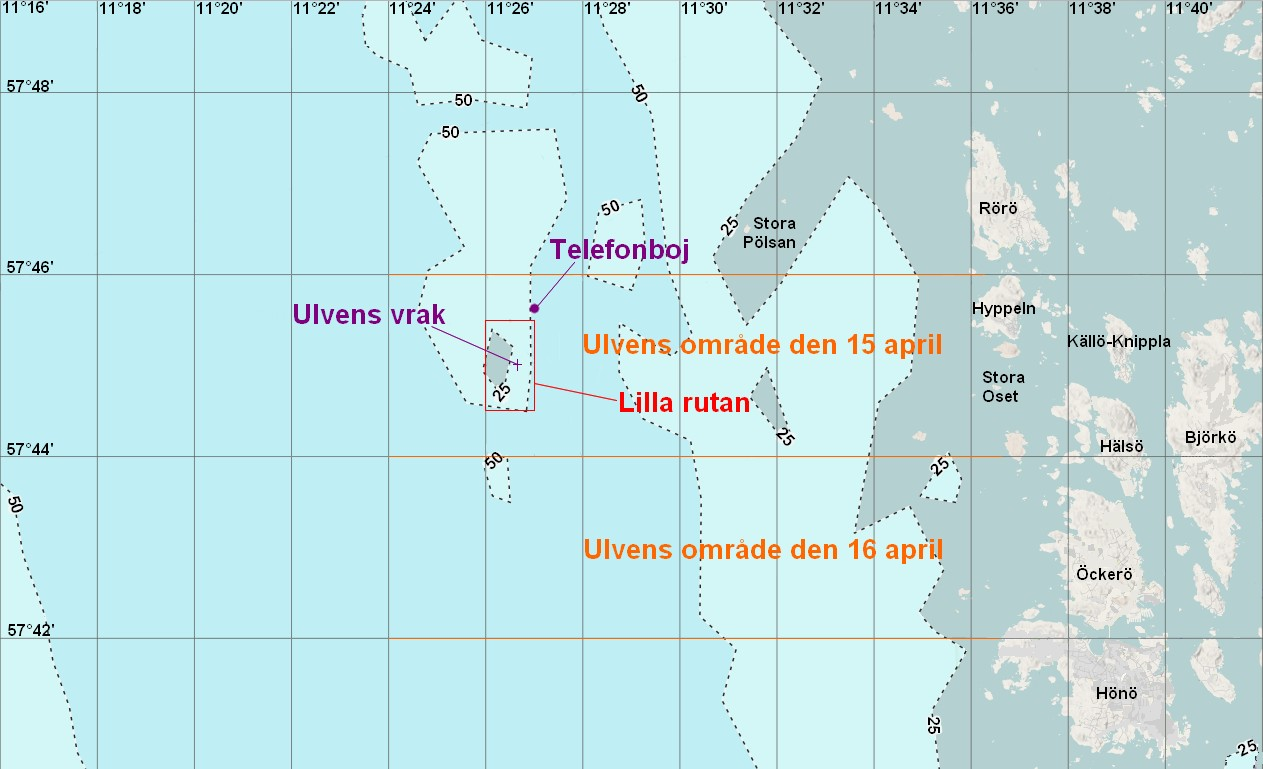
Karta över sökområdet för ubåten Ulven i april och maj 1943. Djupkurvorna är ungefärliga, inom Lilla rutan finns till exempel nivåskillnader på 40 meter.

Tidigt på morgonen blev Draken, som befann sig på periskopdjup i sin tilldelade ruta en halv distansminut innanför tremilsgränsen, beskjuten med automatkanon av det tyska transportfartyget S/S Altkirch. Eftersom det tyska fartyget bara hade periskopet att sikta mot var det ingen större fara för Draken, och fartygschefen beslöt att rapportera händelsen muntligt till sin divisionschef, fartygschefen på Ulven, när man kommit i hamn. Den svenska radiostationen Älvsborg radio avlyssnade samtidigt att Altkirch sände en larmrapport om ubåtsfara på den aktuella positionen, vilken återutsändes av den tyska radiostationen Rügen radio till alla tyska fartyg i området.
Då Ulven fortfarande inte hade synts till efter förmiddagens avslutande anfallsövningar, beordrade chefen för Göteborgseskadern kommendör Åke Grefberg, att alla eskaderns fartyg skulle gå till sjöss och söka efter Ulven. Dessutom beordrades flygspaning både från F6 i Karlsborg och F9 på Säve.
| ”                                      | Vi satte högsta fart, 16 knop, ut via Stora Oset mot vår tidigare ruta. På långt håll såg vi nu ett flygplan göra upprepade störtdykningar mot något föremål i vattnet. När Draken kom fram visade det sig vara Ulvens telefonboj. En suck av lättnad gick genom besättningen ända tills en matros från ubåtsjollen försökte ringa ner till ubåten utan svar. När de vände upp bojen såg vi hur kabeln var avsliten bara någon meter nedanför. Något hade hänt ombord! | „ |
| – Georg Rudnell, 1:e officer på Draken | |   |

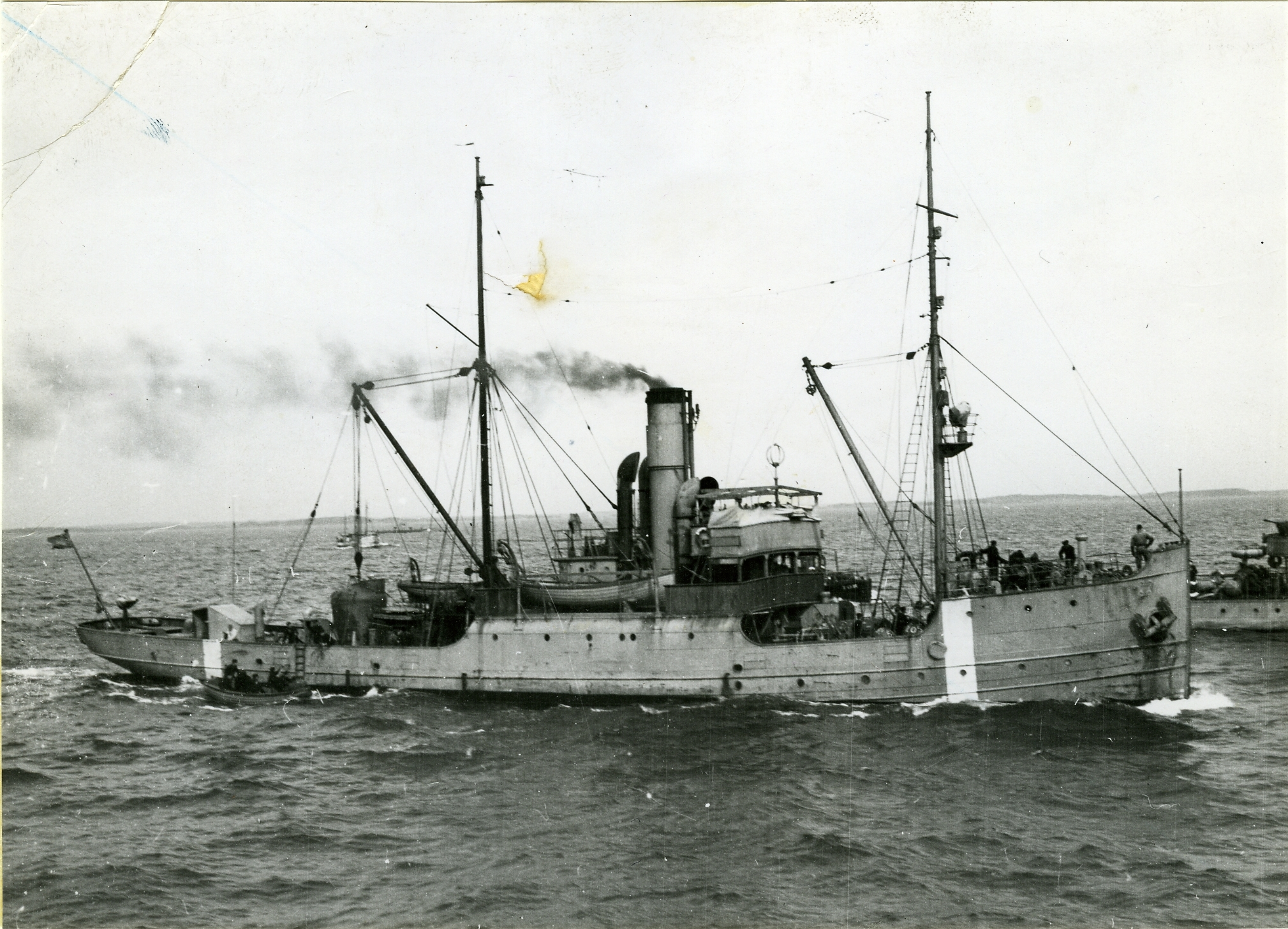
Ubåtsbärgningsfartyget HMS Belos med sin dykarklocka i Kalvsund, Bohuslän, i april 1943.

Sedan Chefen för marinen underrättats klockan 11.30 aktiverades "Ubåtsbärgningspiketen", vilket innebar att personal och materiel för att först lokalisera och därefter rädda besättningen på Ulven, skulle flyttas till västkusten om den inte redan fanns där. En viktig del var ubåtsbärgningsfartyget HMS Belos som avgick från Hårsfjärden, och med sin ångmaskin från 1885 gjorde 11,5 knop. Fartyget beräknades komma till sökområdet efter drygt två, kanske tre dygn. Fördelen med fartyget, när det väl kom fram, var att det var utrustat med Europas enda dykarklocka för gemensam räddning av ubåtsbesättning. Belos hade också egna tungdykare, vilket underlättade undersökning av de indikationer som gjordes i samband med svepning och trålning. 
Inspektören för ubåtsvapnet (IUV), kommendör Gustaf Hamilton, flögs under eftermiddagen från Hårsfjärden till Göteborg med sjöflygplan, och tog befälet som bärgningsledare. Efter ankomsten hölls ett möte mellan Hamilton, Grefberg och kommendör Elis Biörklund, chef för Västkustens Marindistrikt, där man diskuterade det mest sannolika sökområdet.
De tre officerarna utgick ifrån att Ulvens telefonboj slitit sig under natten mellan torsdag och fredag, då det varit hårt väder, vilket innebar att ubåten fanns i torsdagens tilldelade ruta. Genom att ta hänsyn till vind och ström, borde området där sökandet skulle börja kunna minskas ner till ett mindre område, den så kallade "Lilla rutan", som var åtta procent av torsdagsrutan. Även om resonemanget byggde på några antaganden, visade det sig i efterhand vara korrekt. När ubåten väl återfunnits var vrakets position 200 meter från mitten av Lilla rutan.

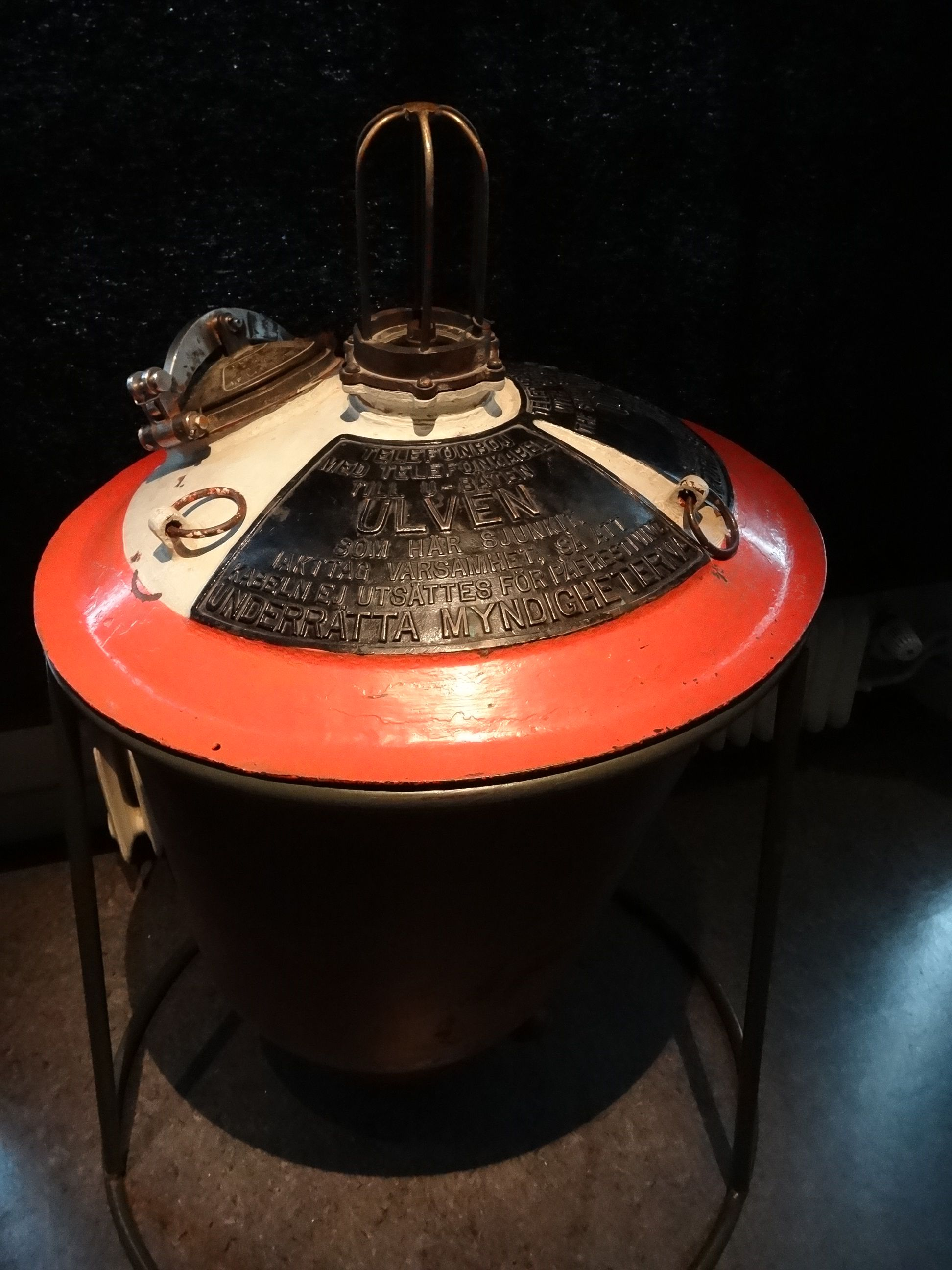
Telefonboj från Ulven, som innehöll en fälttelefon för direktkontakt med ubåtens besättning. Sjöhistoriska Museet, Stockholm
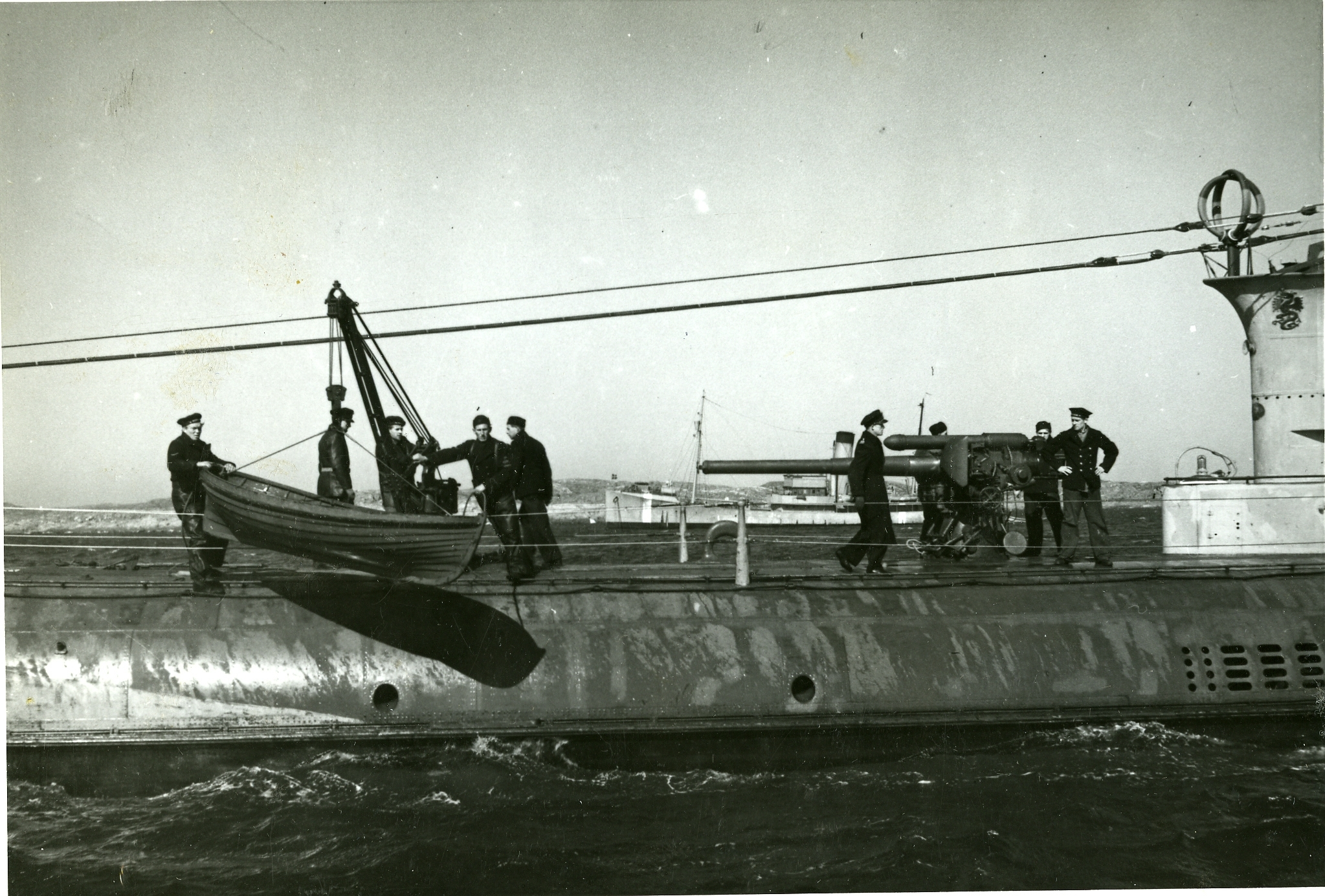
Draken sjösätter sin jolle i samband med sökandet efter Ulven.

Under kvällen kom rapport från Vingas bottenhydrofonstation om knackningssignaler och luftbubblor i bäring mot Lilla rutan. Kommendör Hamilton ansåg att detta var osäkra uppgifter, bland annat på grund av den stora mängden fartyg som fanns i området.
Kapten Lorentz Gyllenhoff, sekond på Manligheten, hade under fredagen och natten mot lördagen tagit initiativ till att organisera fiskebåtar för att svepa med trål. Fiskarna blev tilldelade sökområden i Lilla rutan, men påpekade att det området enligt deras uppfattning var minfarligt.
| ”                                      | Svaret från fiskarna var kategoriskt nej. De kände till att just i det området var minfaran stor. Ingen hade, såvitt jag minns, hört talas om detta på ubåtsförbandet. | „ |
| – Georg Rudnell, 1:e officer på Draken | |   |

#### Lördag 17 april

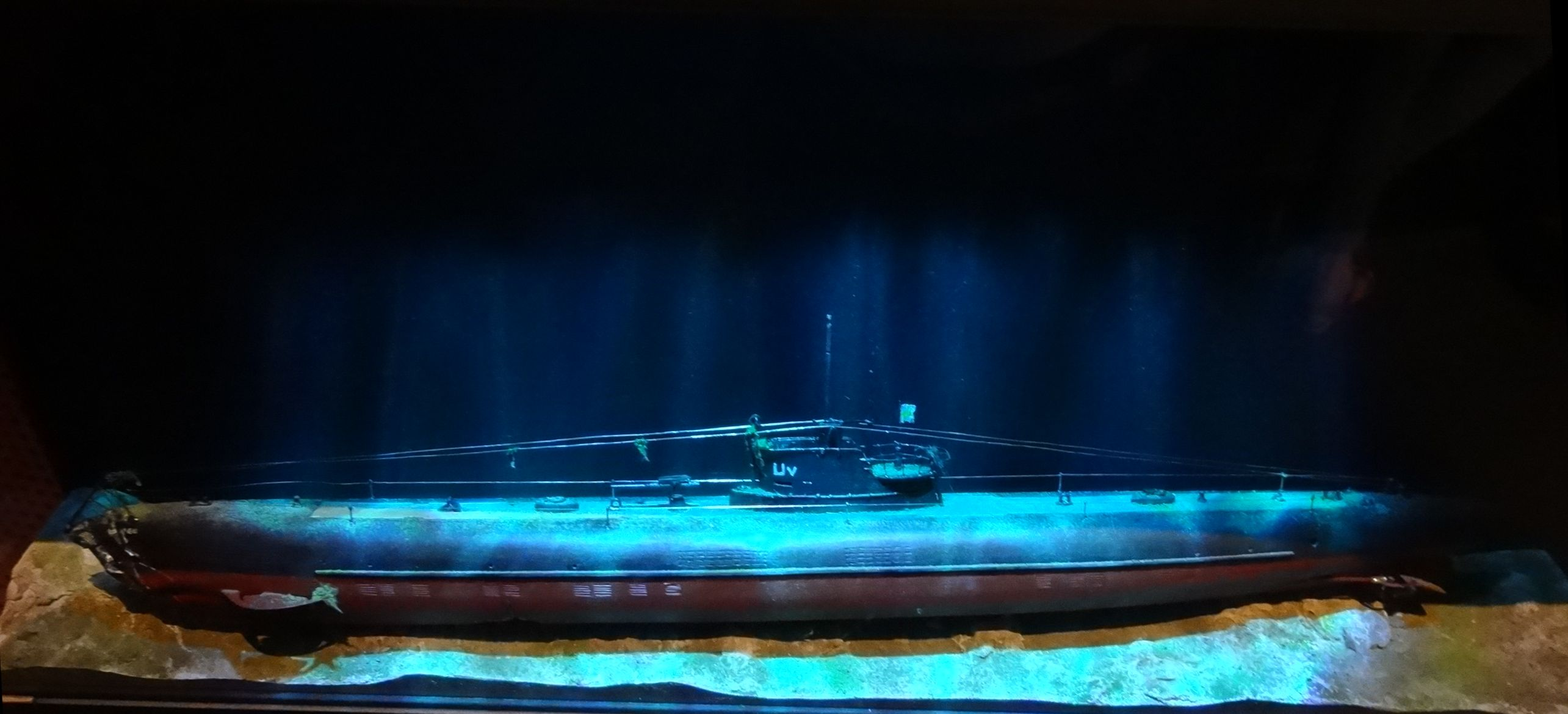
Ulven på botten med skadat förskepp, diorama på Marinmuseum i Karlskrona

I gryningen började minsvepare arbeta i Lilla rutan, med ett antal uppsvepta minor som följd. Därefter började 15 fiskebåtar att söka i det svepta området. 
| ”                                       | Man fick ofta napp i svepen som svarade mot normal ubåtslängd. Vid dykning noterades att det oftast rörde sig om från fartyg dumpade, skadade vajrar, som på grund av sin inneboende styvhet låg som spiraler på botten. Vid en sådan dykning fick dykaren syn på en förankrad mina på ca 20 m djup något som tillbakavisades av minsveparna - "Här är svept!". Vid förnyad dykning upptäckte jag fyra minor! Det visade sig att svepen endast svepte ner till 20 m men tyskarnas minor låg på 24 m! | „ |
| – Bertil Ljung, teknisk bärgningsledare | |   |

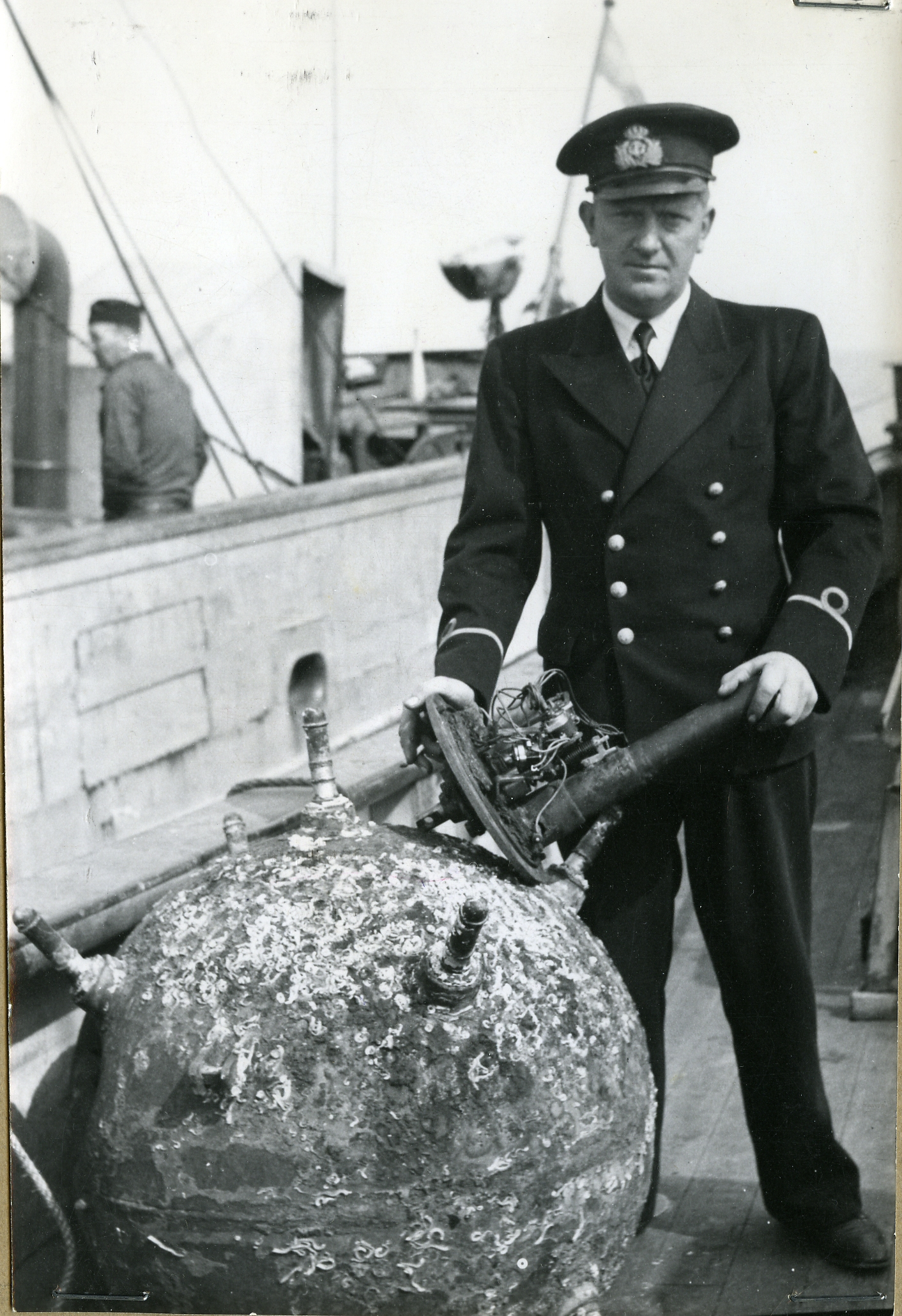
Fänrik Evald Johansson på hjälpvedettbåten 352 vid en av de många minor som svepts upp i sökområdet. Fänrik Johansson håller i tändkolven till den desarmerade minan.

Fiskebåten Zenta fick ett kraftigt napp strax utanför Lilla rutan, men eftersom vädret hade blivit för hårt för dykare undersöktes fyndet med lod och dragg. I samband med undersökningen utlöstes en djupt liggande mina under ubåten HMS Nordkaparen. Ubåten blev inte allvarligt skadad, men Zenta förlorade ett trålbord samtidigt som nappet släppte. Minsveparen HMS Kullen trodde sig kunna urskilja järnföremål och knackningssignaler när man tidigare lyssnade mot nappet i lyssnarapparatur. Kommendör Grefberg, som fanns ombord på Kullen, meddelade Biörklund att Ulven troligen lokaliserats. Senare undersökningar under dagen, trots att vinden nu ökat till storm, gav inget ytterligare resultat. På kvällen fick jagaren HMS Psilander (18) order att möta Belos och öka den senares fart genom bogsering.
Under dagen gick Marinens pressdetalj ut med information om situationen till tidningar och radio: 

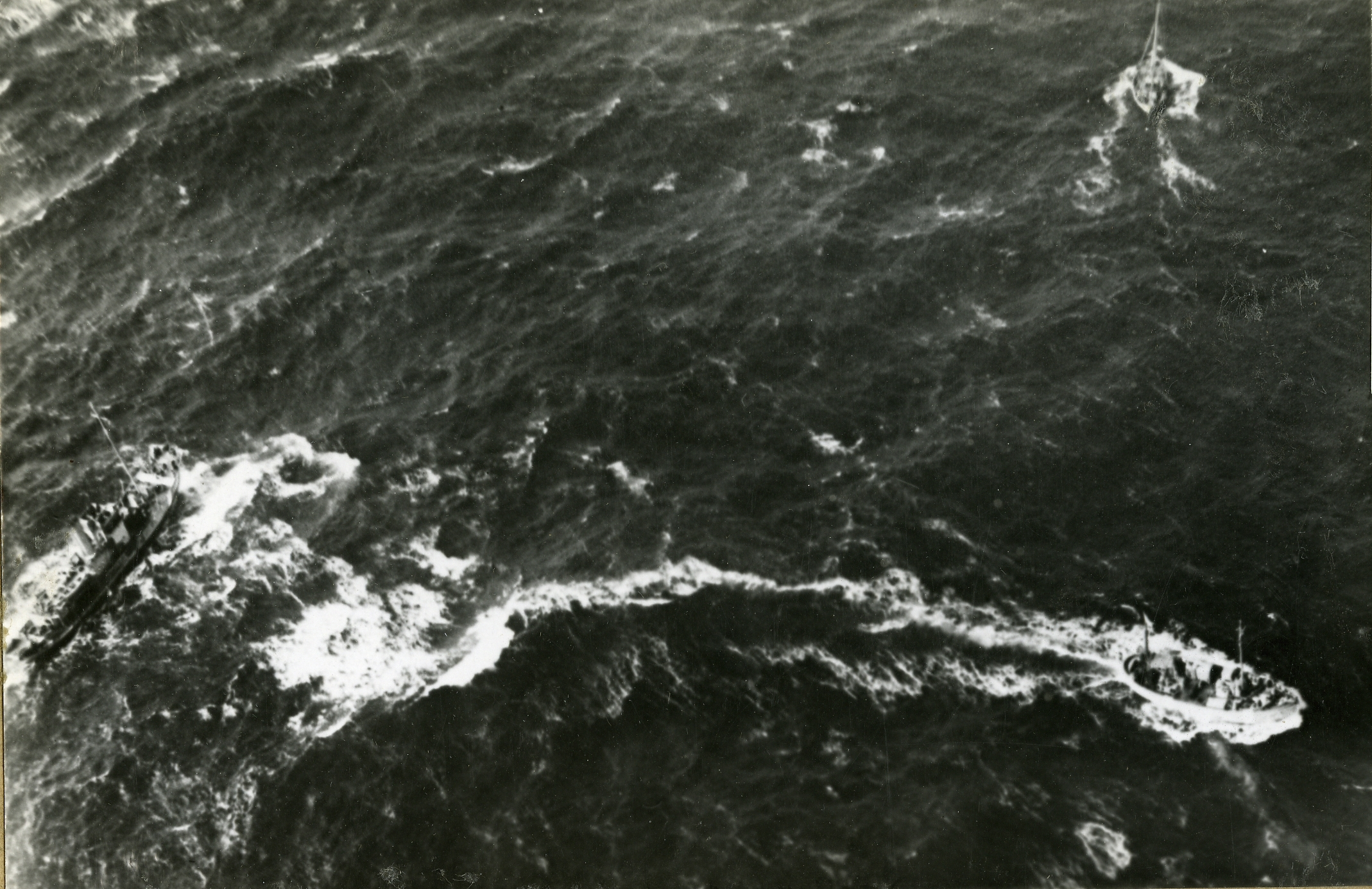
Flygbild från sökningarna efter Ulven

| ”                      | Från övningen med ubåtar inom svenskt territorialvatten söder om Marstrand den 15 och natten till den 16 april har ubåten Ulven icke återvänt. Ulven har en besättning på 33 man. Fartygschef är kapten Hedelius. | „ |
| – Marinens pressdetalj | |   |

#### Söndag 18 april
På morgonen då sökningarna återupptogs var vindstyrkan 20 m/s. De olika sökande grupperna började att få olika typer av napp. Det gällde också fiskebåten Zenta som fick napp på samma ställe som föregående dag. Enda resultatet av ytterligare draggning på platsen, var att man fick upp det tidigare förlorade trålbordet.

#### Måndag 19 april
Efter en lugn natt började det på morgonen återigen att blåsa 18–20 m/s. Vetenskapsmän från olika universitet och tekniska högskolor hade börjat bidra med expertis och olika typer av tekniska instrument, för att snabbare kunna hitta Ulven. Dessa vetenskapsmän placerades på fartyg i sökområdet som ansågs lämpliga för deras respektive utrustning. Eftersom knackningsljud uppfattats under natten började man med att söka från Lilla rutans mitt, nästan rakt över Ulvens vrak, och in mot avlyssningsstationen på Vinga. Samtidigt avdelades ubåtar i området att med sin avlyssningsapparatur försöka hitta källan till knackningarna, utan att dessa uppfattade knackningar överhuvudtaget.
| ”                                                                  | Besättningsmän på Ulven! Edra anhöriga och alla edra kamrater vid flottan följa eder ständigt med varma tankar. Vi äro förvissade om att Ni varit modiga. Spara krafterna och håll ut. Allt görs vad som kan göras för eder räddning. Så fort sjön lägger sig komma dykare ned. Belos anlände idag. Hans Majestät Konungen sänder en särskild hälsning. | „ |
| – Chefen för Marinen, amiral Fabian Tamm, i en hälsning via radio. | |   |

#### Tisdag 20 april

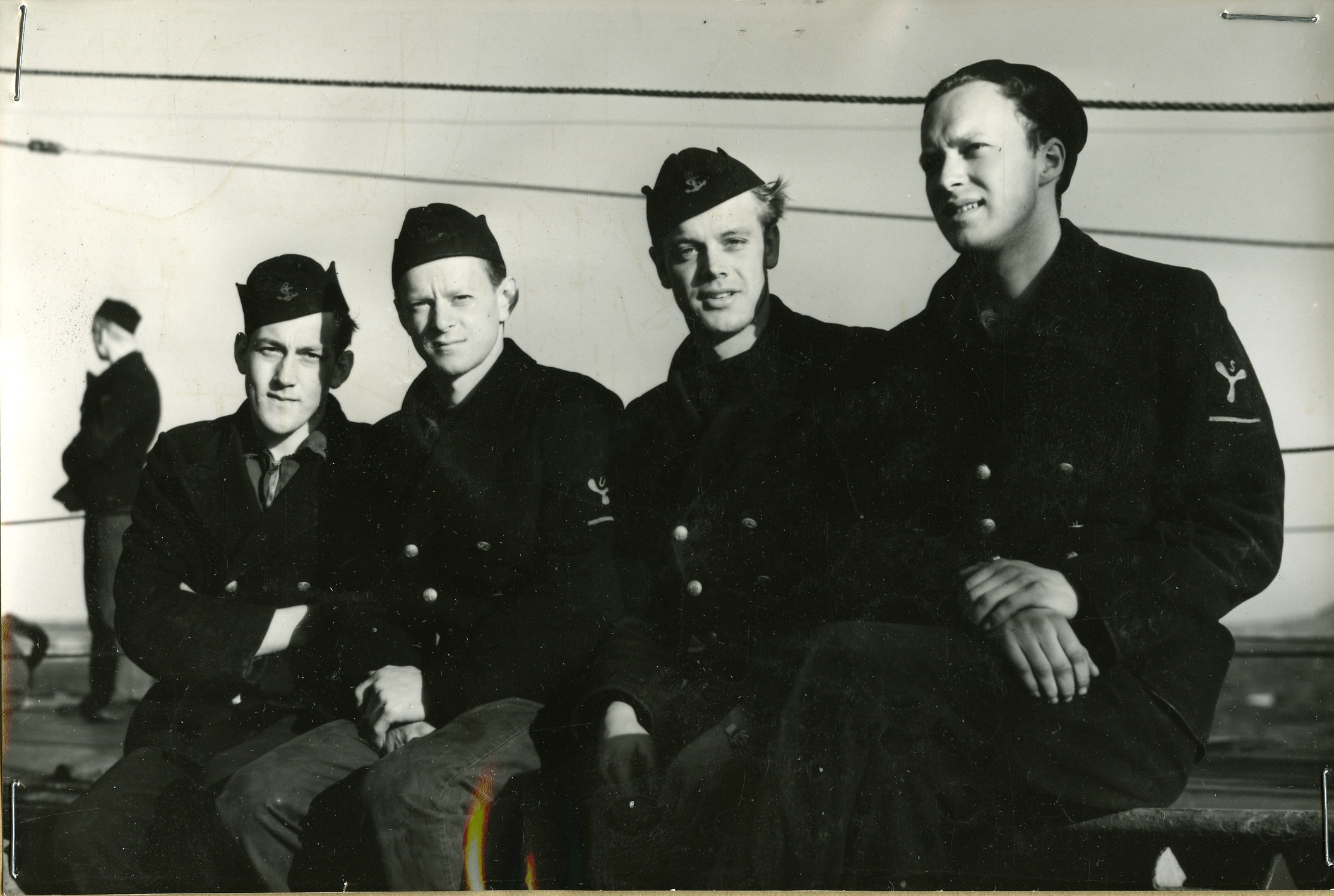
Fyra dykare ombord på Belos, beredda att gå ner så snart vädret tillåter. Från vänster Alvar Eriksson, Falun, Hans Näsström, Utansjö, Sten Frisk, Bollnäs och Göte Karlsson, Valdemarsvik.

På morgonen hade vinden minskat till 14 m/s, och av de olika indikationer och napp som uppstod under sökningarna, märktes särskilt minsveparen HMS Starkodder och räddningskryssaren Wilhelm R. Lundgrens upptäckter på en position tre nautiska mil söder om Lilla rutan. Starkodder hade fått upp flagor av färg, och kopparrör. Ytterligare draggning på platsen gav bara kätting, och wire-skrot. Belos, som anlänt dagen innan, kunde inte sända ner dykare på grund av sjöhävningen. Sent på kvällen kom ett flygfoto, som visade ett föremål under vattnet strax öster om Lilla rutan.

#### Onsdag 21 april
Ett försök att kraftsamla sökandet mot Zenta- och Starkodder- och flygfotoplatserna, gav inga nya resultat. För att tillmötesgå den allmänna opinionen lät man en fjärrskådare försöka peka ut platsen för Ulven, men också detta initiativ blev resultatlöst.

#### Skärtorsdag 22 april
Ett antal örlogsfartyg sökte under dagen närmare Stora Pölsan. Intressanta indikationer gjorde att fiskebåtar kallades ut, men problem med minor gjorde att sökandet avbröts.

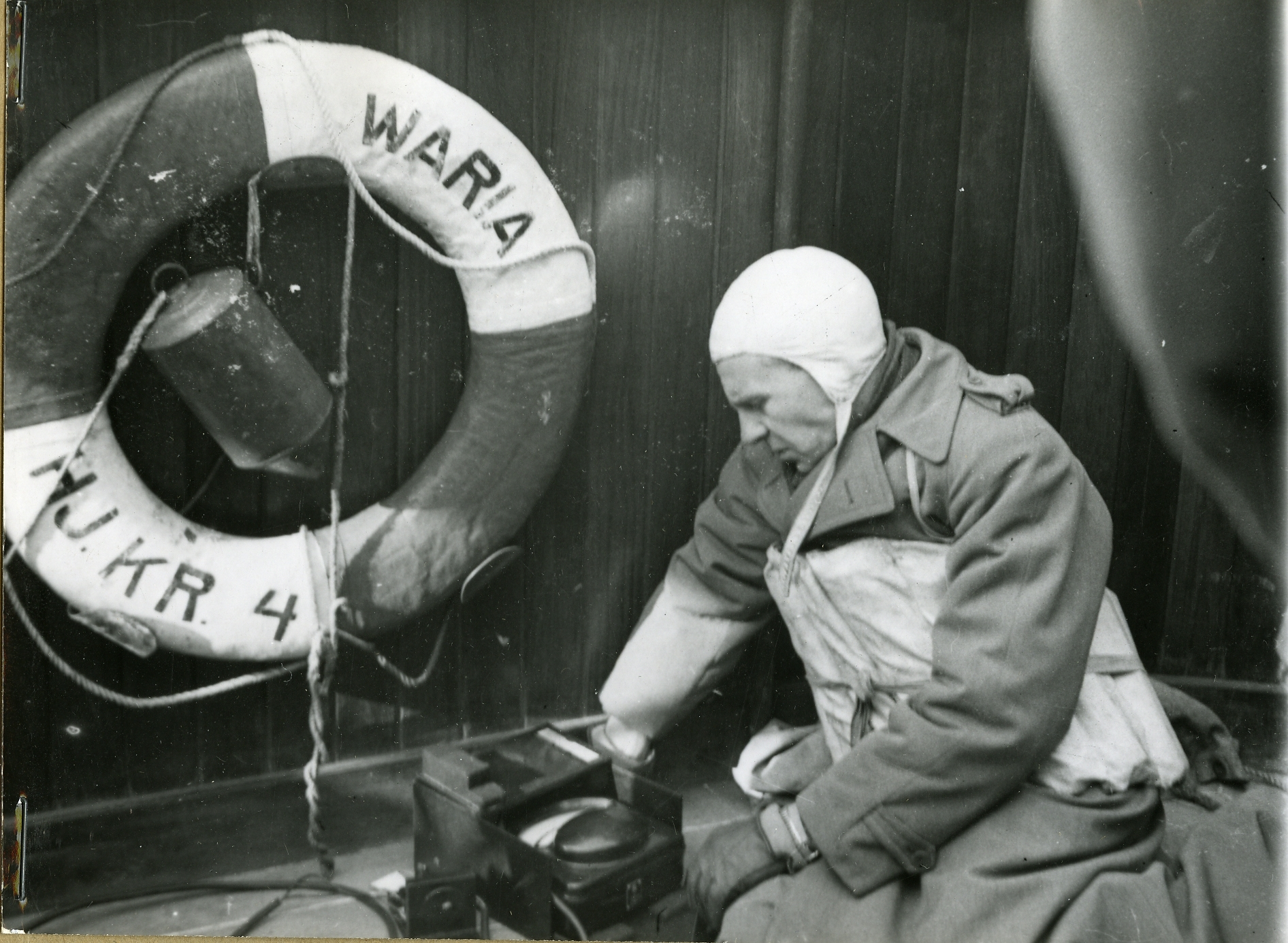
Ingenjör Aage Garde vid sin elektro-galvaniska apparat, ombord på hjälpkryssaren Waria.
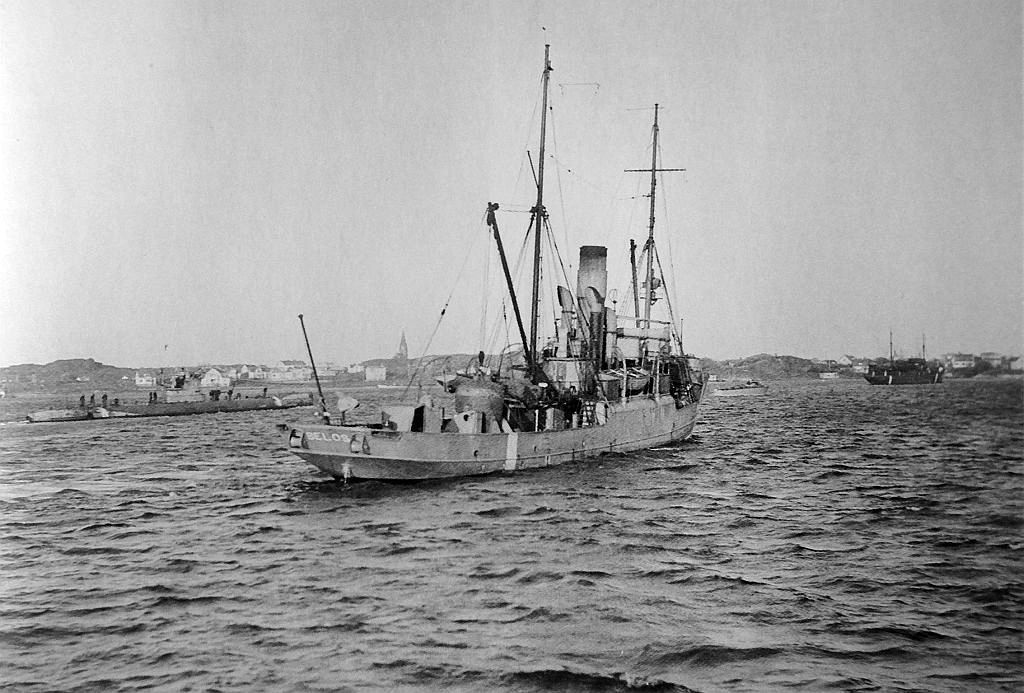
Belos och en Draken-ubåt under sökandet efter Ulven väster om Öckerö.
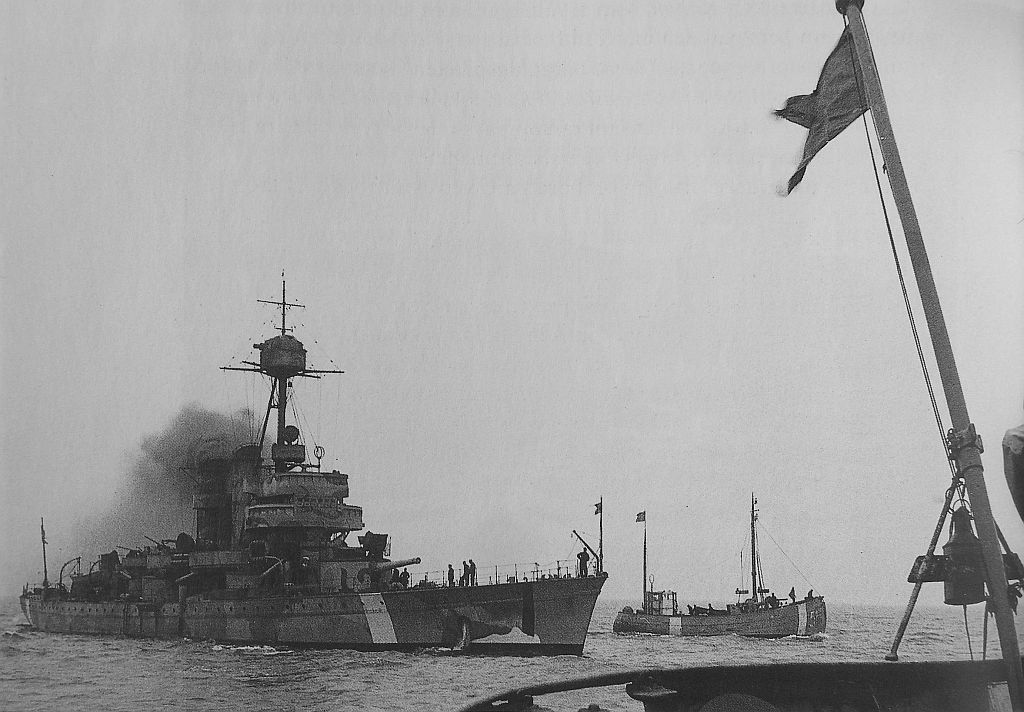
Pansarskeppet Manligheten och inkallad fiskebåt fotograferade från Belos.

#### Långfredag 23 april
Fyra minsvepardivisioner påbörjade svepning i den föregående dagens område, samtidigt som ytterligare undersökningar gjordes på tidigare fyndplatser.

#### Påskafton 24 april

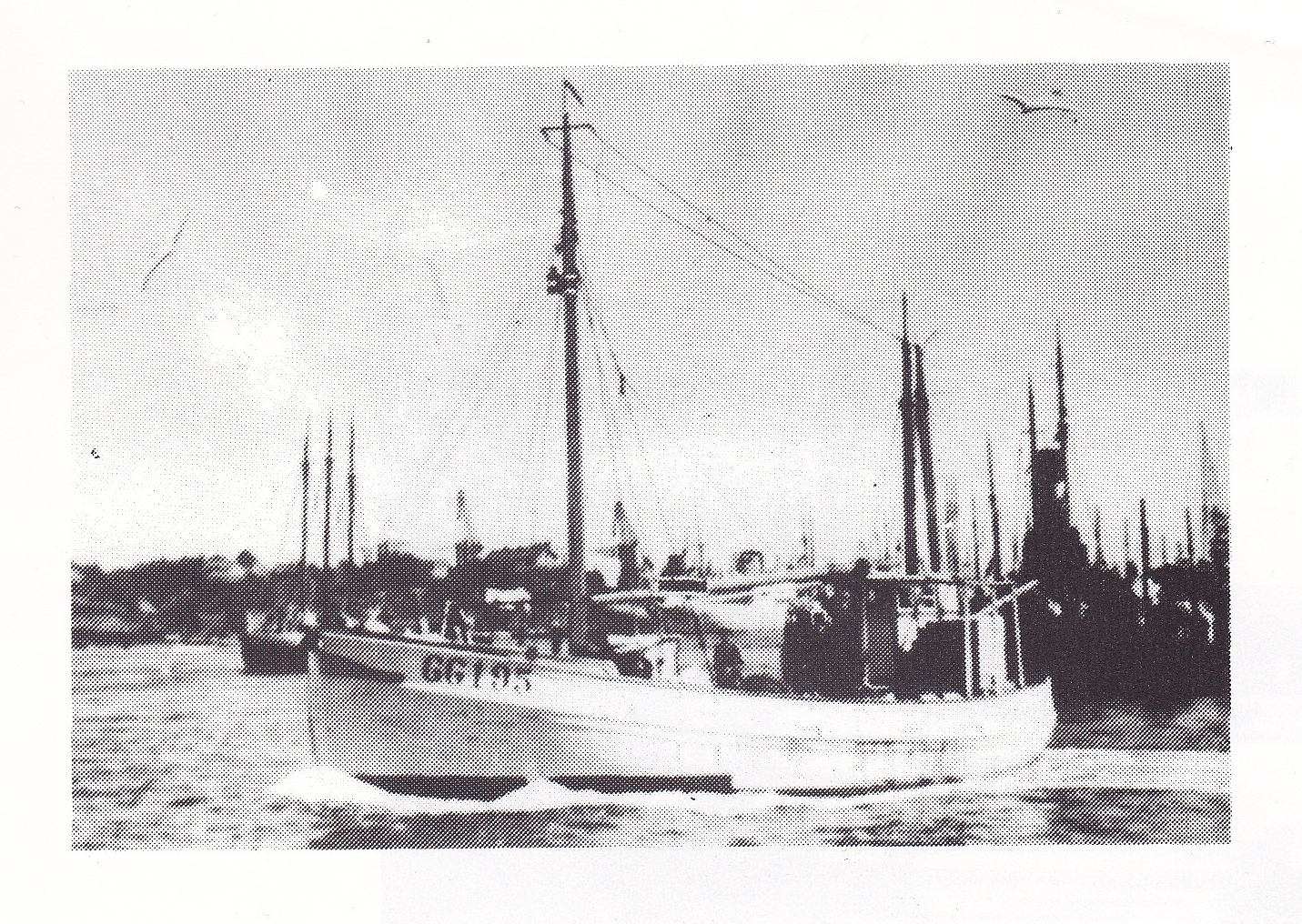
GG 195 Normy hittade den minsprängda ubåten.

Minröjningen fortsatte, och på platsen för Starkodders napp kunde man konstatera att det fanns ett gammalt vrak, och att knackningsljuden troligen kom från detta. Under den efterföljande påskdagen gjordes inga nya upptäckter och därefter avbröts sökandet, eftersom ingen på Ulven längre kunde vara vid liv. De personer som deltagit i sökandet fick några dagars ledighet.
Tidningen Dagens Nyheter skrev i en kommentar på påskafton, att cirka 1 500 man hade arbetat 16 timmar per dygn, med ett 20-tal örlogsfartyg och 30 fiskefartyg deltagande i sökandet under den ljusa delen av dygnet.
Chefen för marinen, amiral Fabian Tamm, beslöt tillsammans med Grefberg och Hamilton att fortsätta söka efter Ulven i mindre skala. De lämpligaste fartygen var i så fall marinens vedettbåtar, och inhyrda fiskebåtar. För 7 000 kronor per båt och vecka hyrdes fiskebåtarna Normy, Anna, Sidney och Fridhem till det fortsatta sökandet.

#### Måndag 3 maj
Belos ankrade vid platsen för Zentas tidigare napp. Den starka strömmen gjorde att dykare inte kunde sändas ner under dagen.

#### Tisdag 4 maj
Då dykare sänts ner från Belos kunde man konstatera att Zentas napp kom från ett stort flyttblock, med sprickor och skarpa kanter. Senare under dagen kom ett flygfoto som indikerade en skugga liknande en ubåt i östra delen av Lilla rutan.

#### Onsdag 5 maj
Området vid skuggan på nya flygfotot sveptes, med tre minor som resultat. Efter att ha avsökt området mellan flygfotoskuggan från 20 april, och den nya flygfotoskuggan, fick först Normy, och sedan vedettbåtarna 363 och 364 napp vid fyratiden på eftermiddagen. Positionen var 100 meter innanför den svenska territorialgränsen på 52 meters djup. Sedan Belos ankrat om till platsen kunde den nedsända dykaren Alvar Eriksson klockan 17.55 konstatera: "Jag står på U-båten Ulvens kommando-torn". Dykaren hade problem i den starka strömmen, men såg från ubåtstornet att ubåtens tornlucka och förliga nedgångslucka var stängda, och att förskeppet verkade skadat. Han tog slutligen med sig ubåtens flagga upp till ytan.

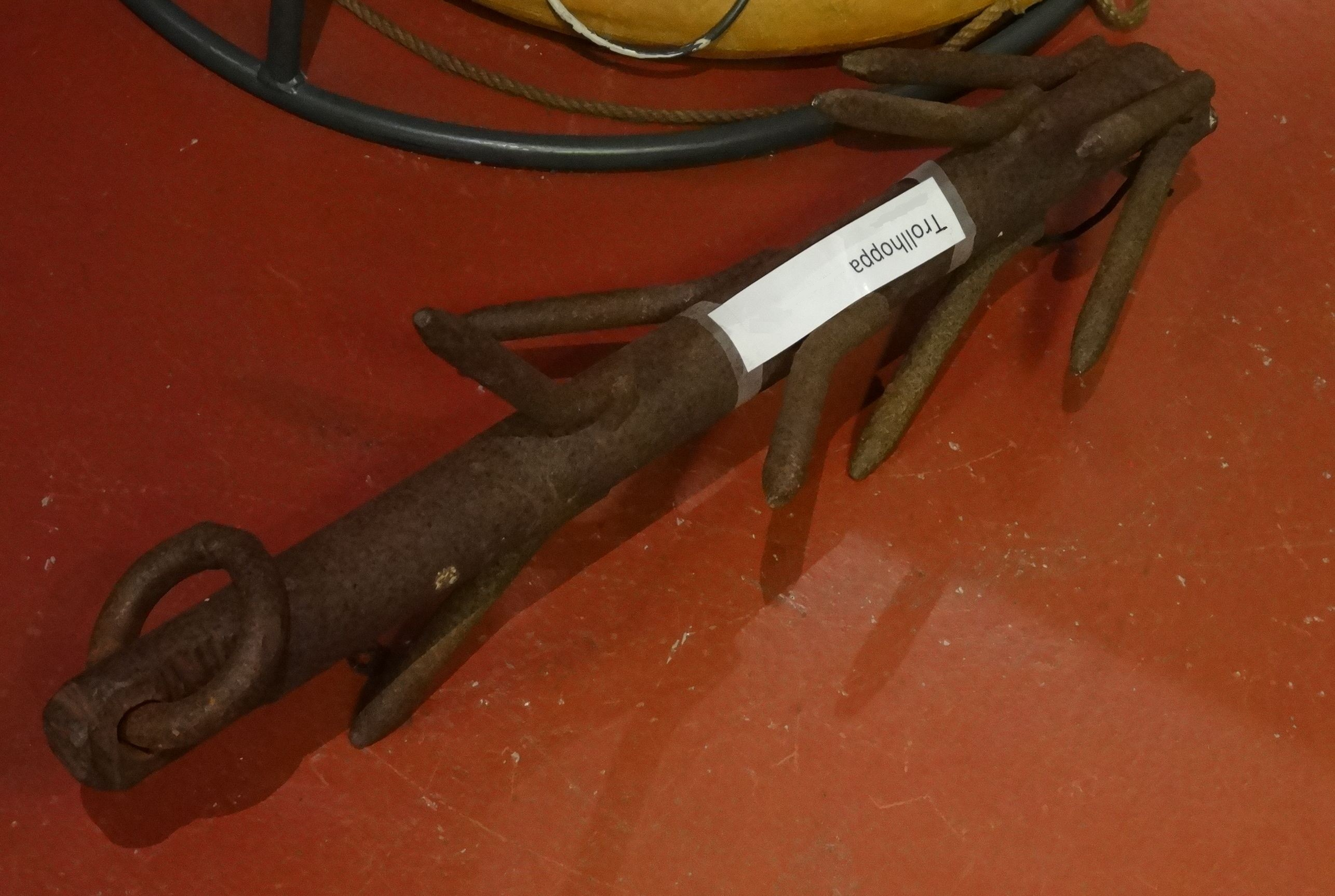
Trollhoppa, en strykdragg som användes av fiskebåten Normy i sökandet efter Ulven
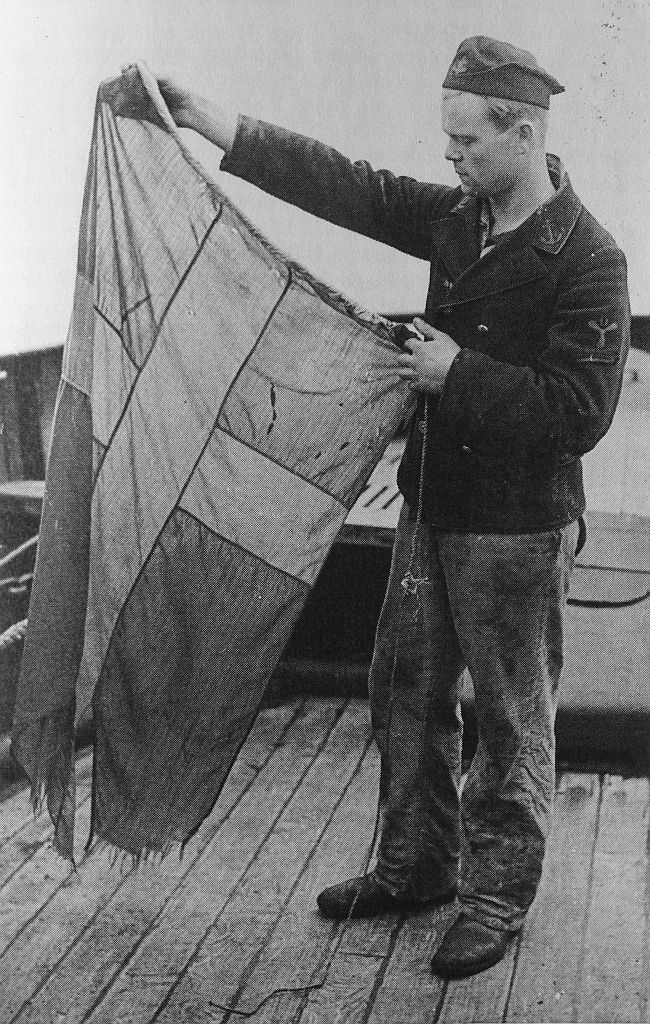
En besättningman på Belos visar upp Ulvens örlogsflagga.

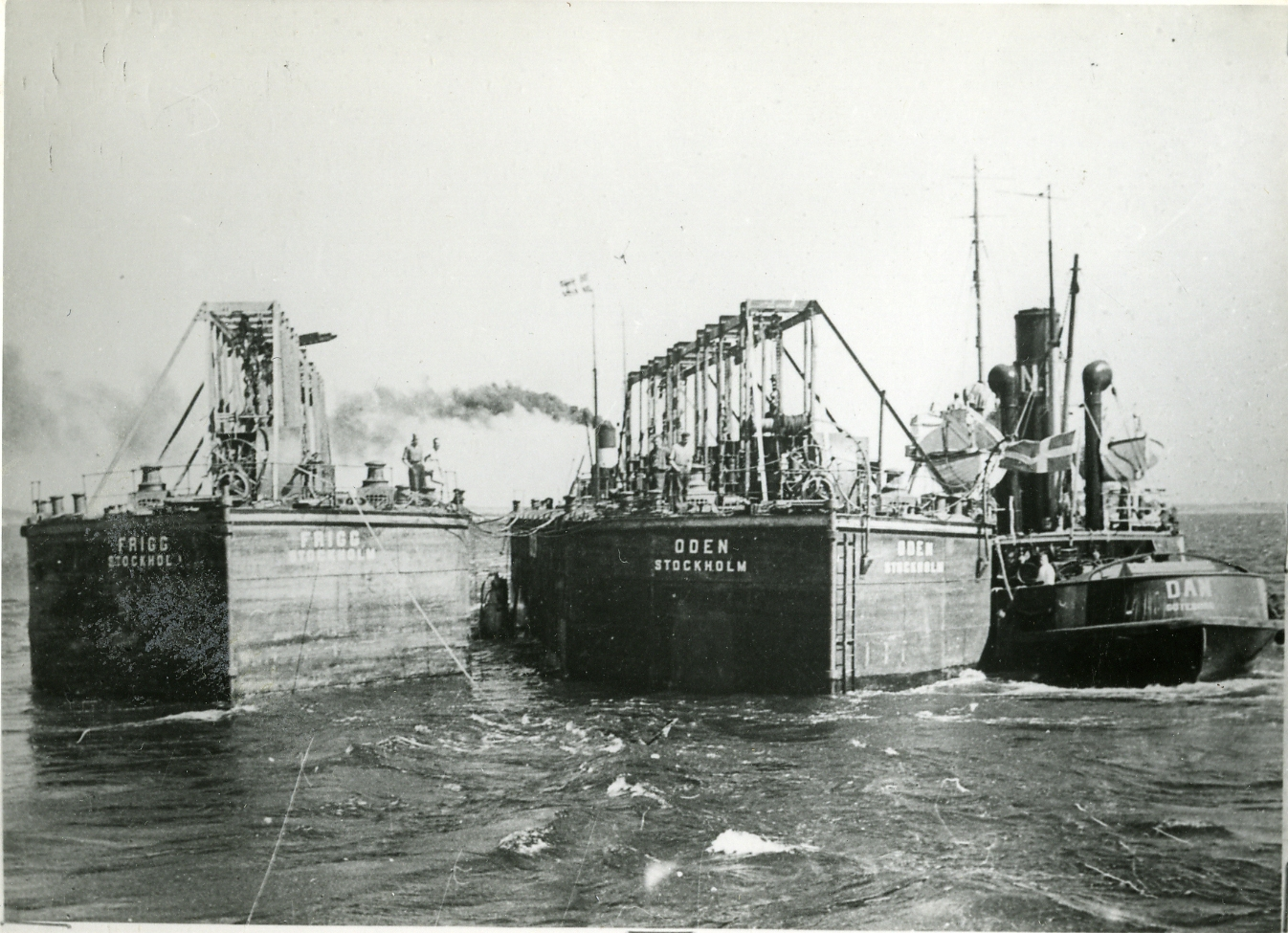
Den bärgade ubåten Ulven bogseras in till Göteborg mellan pontonerna Oden och Frigg den 1 augusti 1943.

### Bärgning
Diskussioner fördes i svenska tidningar om ubåten skulle bärgas, eller lämnas som orörd gravplats. Bland annat det stora allmänintresset att få klarhet i hur besättningen omkommit gjorde att regeringen anslog 1 miljon kronor till bärgning. Röda bolaget i Göteborg utsågs att utföra uppdraget, tillsammans med 20 av marinens djupdykare. 
Sedan inledande bärgningsförsök hindrats av dåligt väder, kunde en lyftponton ta upp Ulven från 52 till 30 meters djup den 21 juli, och därefter bogsera ubåten 13 distansminuter till en plats strax utanför Åstol i Marstrandsfjorden. Ett andra lyft tog ubåten upp till 15 meters djup. Slutligen lyftes ubåten med två pontoner så att tornet kom strax ovanför vattenytan. 
Den 1 augusti bogserades Ulven under en 14 timmar lång resa genom skärgården, där hon hälsades av öborna med flaggorna på halv stång, via Stora Oset och Kalvsund in till en flytdocka på Eriksbergs varv. På morgonen den 2 augusti klockan 05.35 var Ulven helt bärgad, torrlagd, och vädrad från de trasiga batteriernas klorgas med hjälp av tryckluft. En haverikommission började klarlägga olycksförloppet och de 33 omkomna besättningsmännen kunde omhändertas. Endast ubåtens kock klarade sig undan katastrofen i och med att han satt i arrest vid det aktuella tillfället. Hela händelseförloppet följdes med stort intresse av landets media och nyheten om förlisningen skapade mycket djup förstämning i landet. Den 4 augusti 1943 jordfästes de omkomna i en ceremoni ledd av marinpastor Uno Eklund på Nya Varvet i Göteborg. "Fosterlandet tackar Dig" lydde inskriften på marinens kransar.

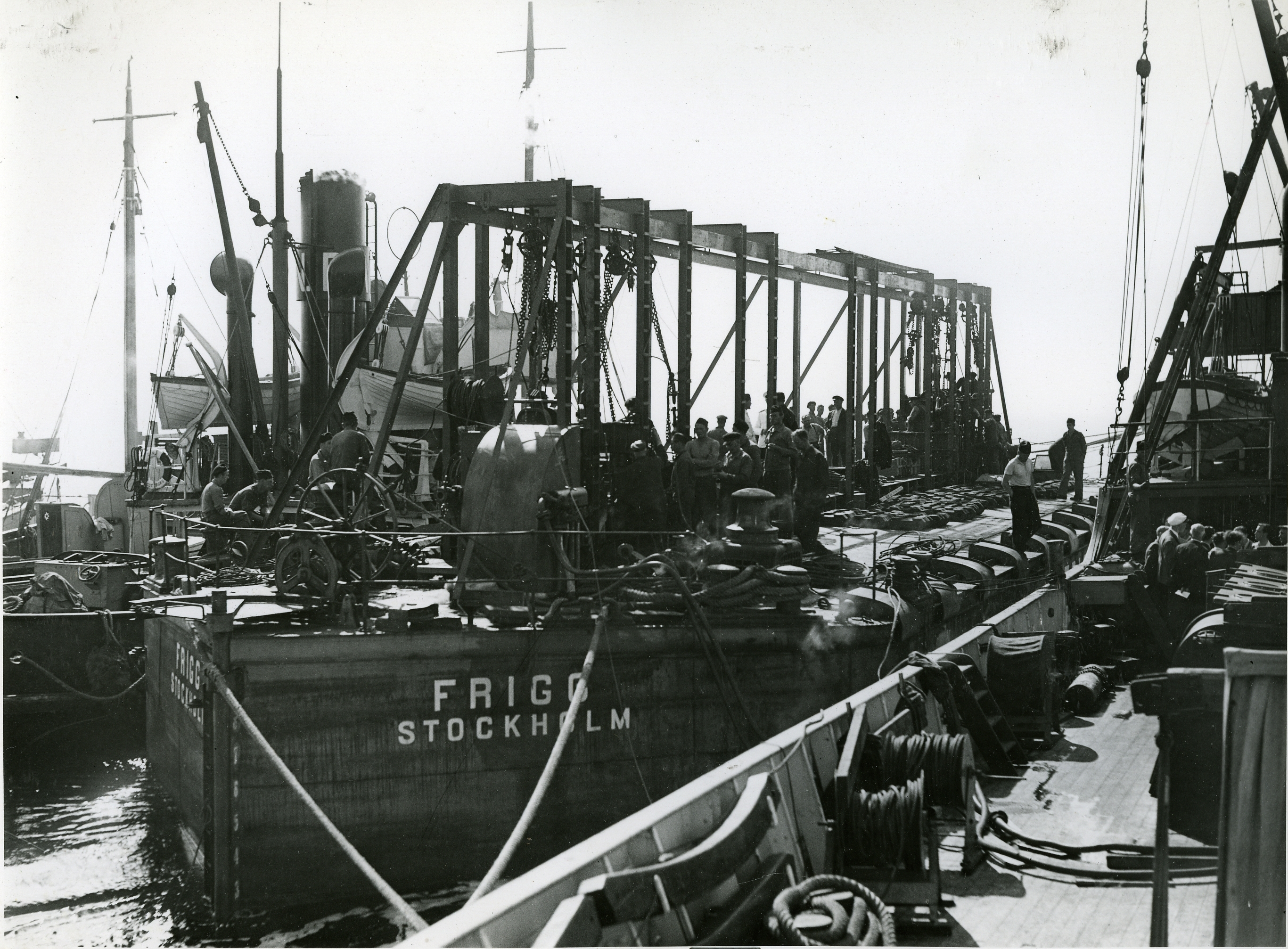
Pontonen Frigg fotograferad i samband med bärgningen av Ulven
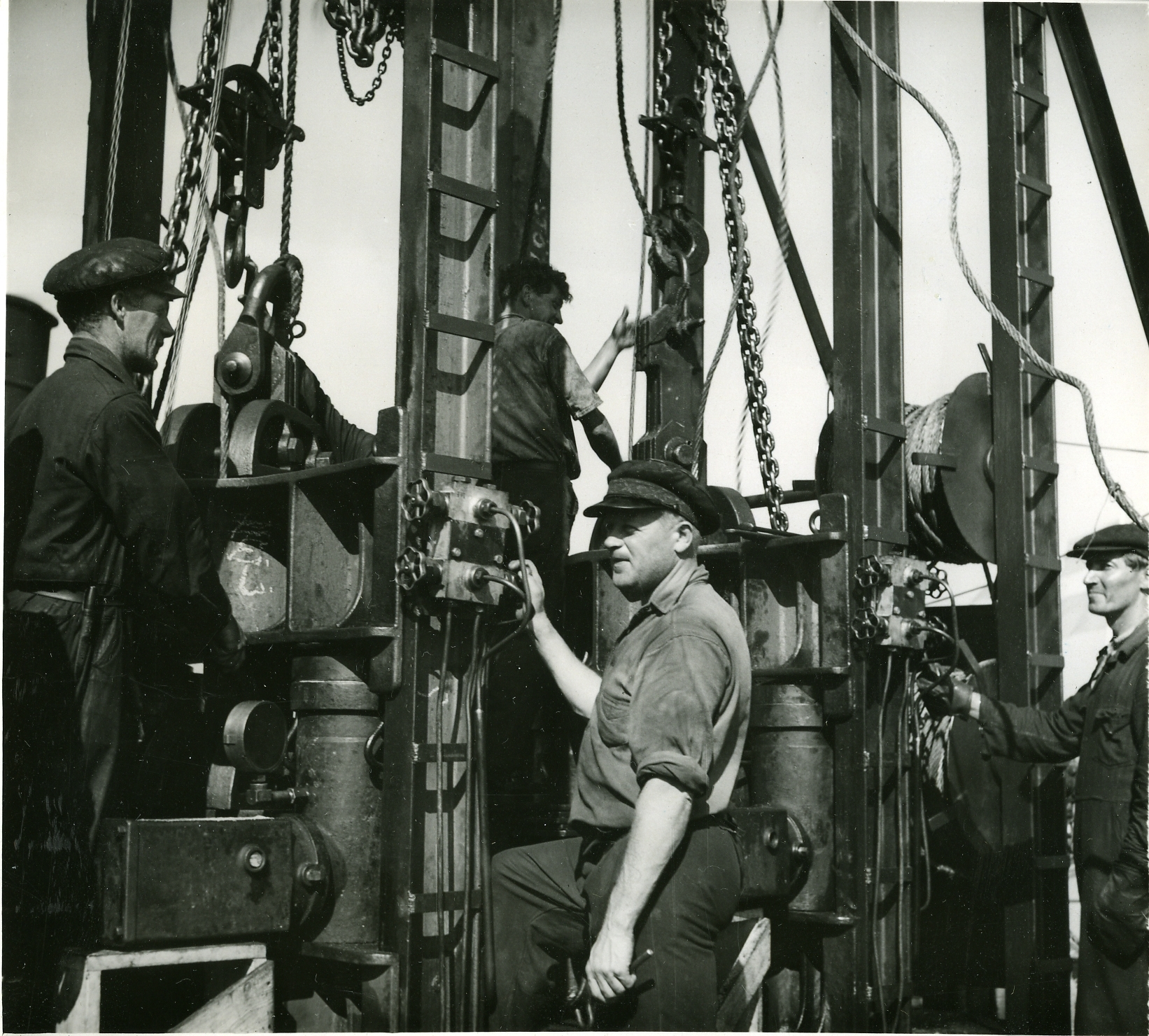
Domkraftanordningen ombord på pontonen Frigg som skall lyfta Ulven till ytan.
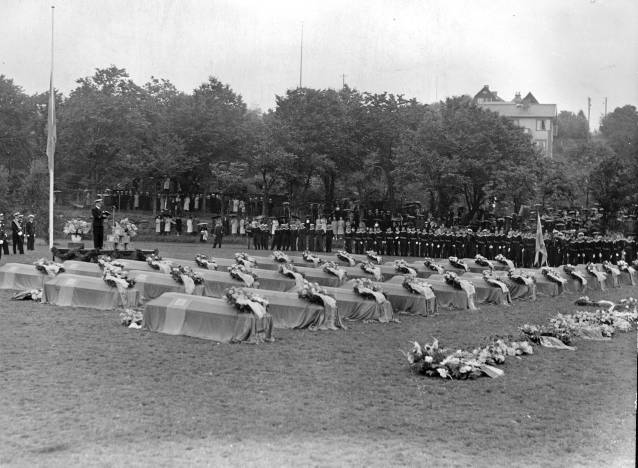
Minneshögtid på Nya Varvet för den omkomna besättningen den 4 augusti 1943.

### Haverikommissionens slutsatser

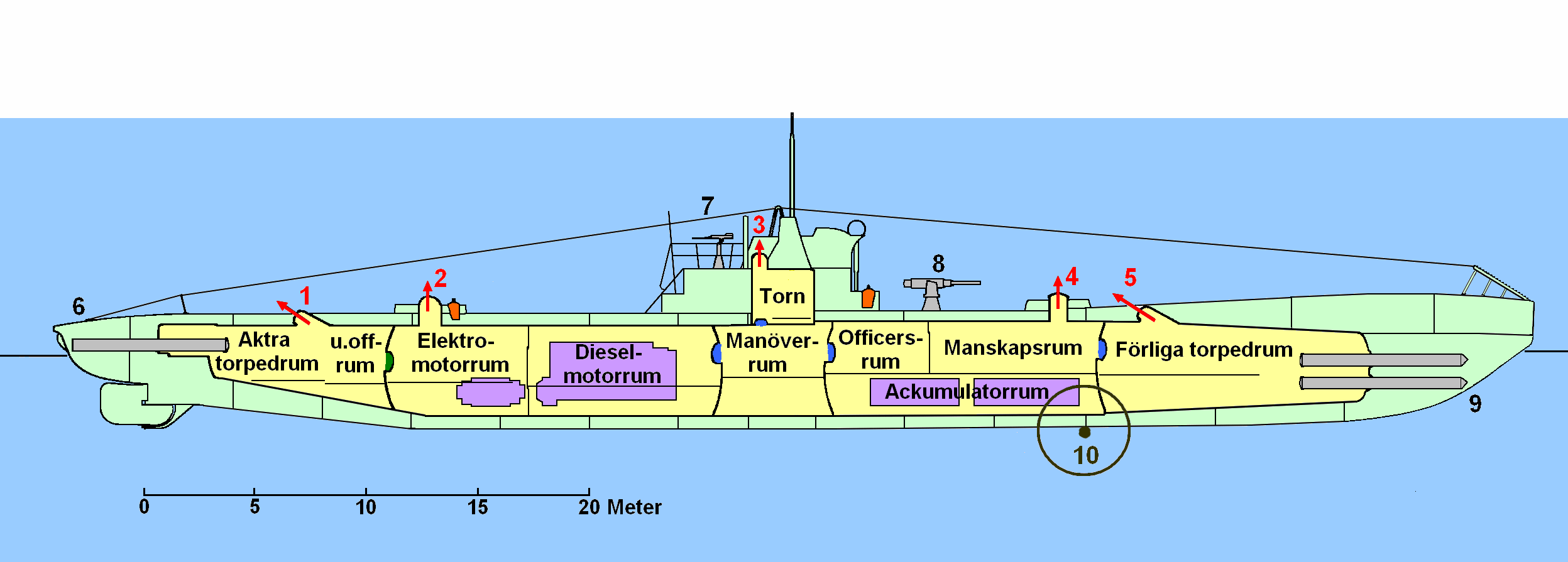
Skiss av HMS Ulven: Röd pil=Utrymningsväg, 1,5=Torpedlastlucka, 2=Aktra däcksluckan, 3=Tornlucka, 4=Förliga däcksluckan, 6=Torpedtub, 7= 25,4 mm automatkanon M/32, 8= 10,5 cm kanon M/25, 9=Tre torpedtuber, 10=Minans träffpunkt, Orange=Telefonbojar, Ljusorange/gult=Tryckskrov, Ljusgrönt=Formskrov, Mörkblått=Öppen lucka, Mörkgrönt=Stängd lucka.

Det kunde snabbt konstateras att en minexplosion inträffat mitt under kölen omedelbart akter om det förliga torpedrummet. Nedre delen av förskeppet var kraftigt intryckt, och alla ubåtens inre luckor var öppna, utom den aktersta som var stängd med dragna vred. Då luckan till aktra torpedrummet öppnats visade sig utrymmet till kommissionsdeltagarnas lättnad vara tomt på manskap, vilket innebar att ingen överlevt efter explosionen under någon längre tid. Alla ombordvarande i besättningen kunde återfinnas, och deras placering visade att ubåten haft halv manöverberedskap vid minexplosionen. Den del av besättningen som haft frivakt, babords vakt, hade ätit torsdagsmiddag bestående av ärtsoppa och pannkakor. Eftersom periskopet hade förts upp maximalt, och elmotorer kopplats in, hade ubåten enligt kommissionen framförts på periskopdjup i kvartsfart, vilket innebar 3 knop. Ett antal klockor ombord, samt vittnesuppgifter, gjorde att tidpunkten för explosionen kunde fastställas till cirka klockan 18.10 den 15 april.
De fem personer ombord som var närmast explosionsplatsen bedömdes av de rättsmedicinska deltagarna i kommissionen, på grund av sina svåra sprängskador, att ha dödats omedelbart. Övriga i besättningen hade inga yttre skador, utan bedömdes ha bedövats vid explosionen, och därefter drunknat i medvetslöst tillstånd. Eftersom vattnet strömmade in underifrån bedömdes en luftkudde med fem kilos tryck ha bildats i ubåtstornet, där två besättningsmän befann sig. Dessa två har inte haft tid eller möjlighet att stänga luckan ner mot manöverrummet, vilket tyder på ett mycket hastigt olycksförlopp. Den snabba viktökningen av förskeppet har gett ubåten en kraftig lutning föröver, och kollisionen mot bergbottnen har inneburit att förskeppet krossats.
Kommissionen ansåg också med hänsyn till ubåtens läge, kurs och vattendjupet på platsen, att Ulven varit på fritt hav strax före explosionen, men att minan påseglats cirka 125 meter innanför tremilsgränsen.
Kommendörkapten Hans von Hofsten tar i en redovisande skrift om Ulvens förlisning upp frågan om olyckan hade behövt inträffa, med hänsyn till marinens kunskaper om minfaran. Området mellan Stora Pölsan och tremilsgränsen hade minsvepts ner till 45 meters djup i oktober 1942, utan fynd av minor. Eftersom området använts för ubåtsövningar i flera år var det naturligt för dåtida chefer att förutsätta att området var minfritt, enligt von Hofsten. I samband med sökandet efter Ulven utfördes bottensvep i samma område, med ett stort antal uppsvepta minor som följd. Ändå fick flera fiskebåtar minor i sina trålar, på platser där minsvepning just ägt rum.
Efter haverikommissionens rapport genomfördes polisförhör med bland annat militära chefer, för att reda ut om det fanns underlag för åtal i samband med ubåtsövningens planering och genomförande. Den 4 mars 1944 konstaterade Krigsrätten: 
| ”                           | ..att utredningen i målet ej givit grundad anledning till antagande, att Ulvens förolyckande vållats av fel eller försummelse från militär befattningshavares sida. | „ |
| – ur Krigsrättens utlåtande | |   |

Även om minsprängningen betraktades som en olycka, överlämnades en svensk diplomatisk protest till Tyskland. Det tyska svaret var att minan lagts ut 1940, och troligen därefter drivit 125 meter in på svenskt vatten.

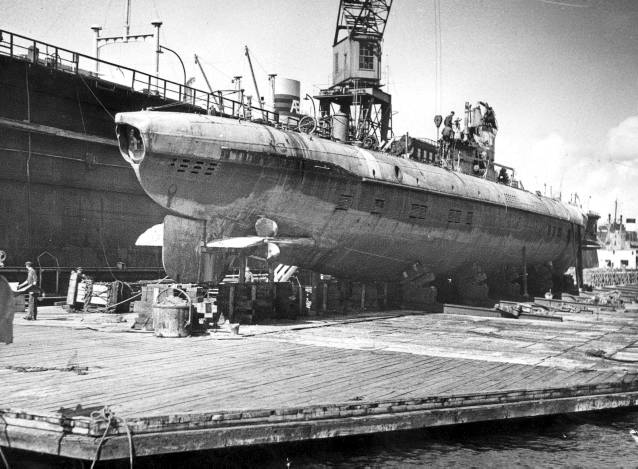
Ulvens vrak sett akterifrån i flytdockan på Eriksbergs varv i augusti 1943.
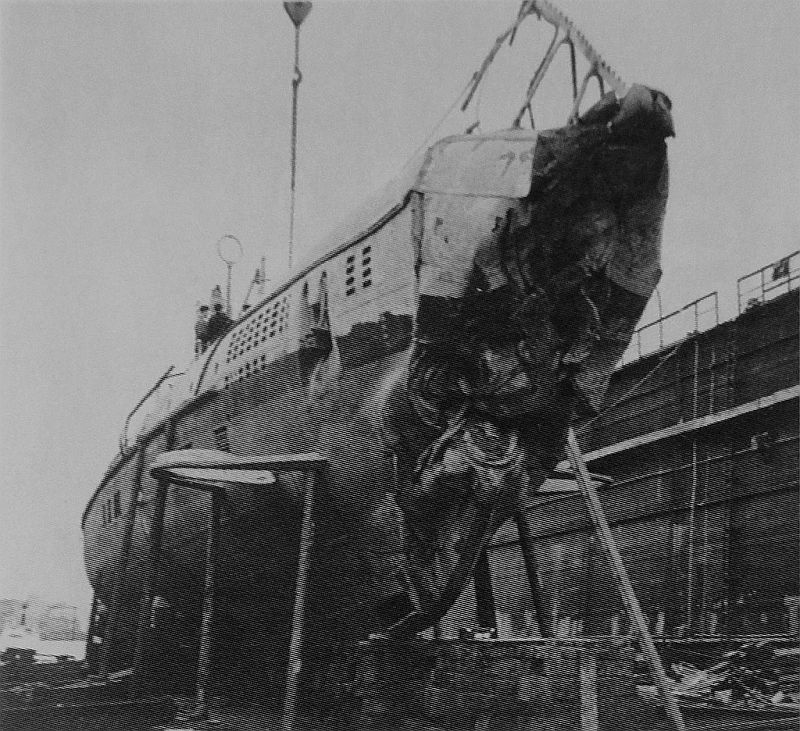
Ulvens förskepp med sina tre kraftigt intryckta torpedtuber.
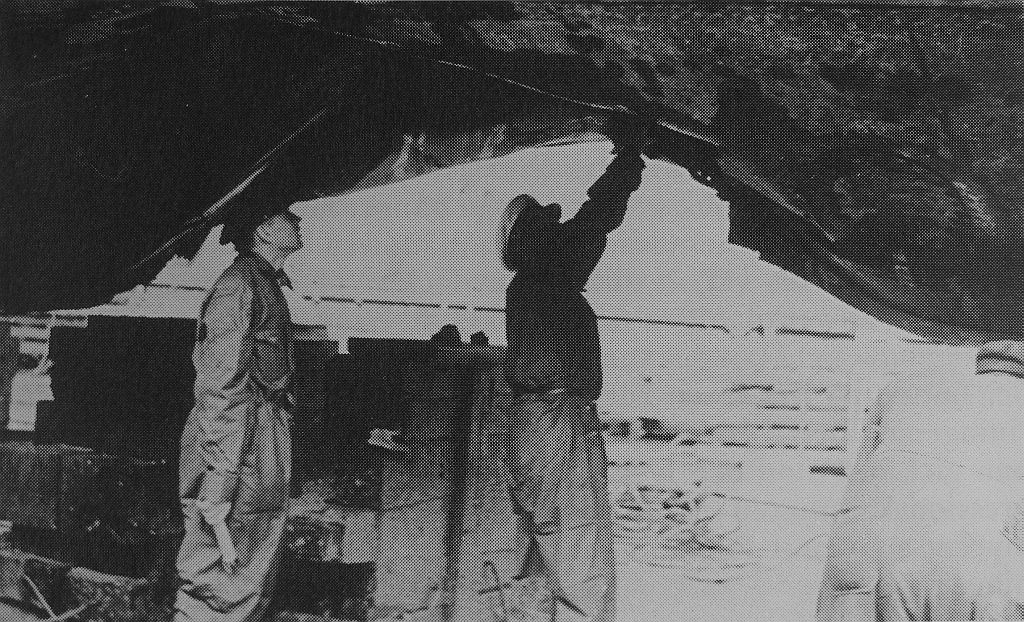
Mariningenjörerna Lindén (t.v) och Ljung undersöker skadorna under Ulvens köl, troligen orsakade av en tysk 33-kilos ubåtsmina.
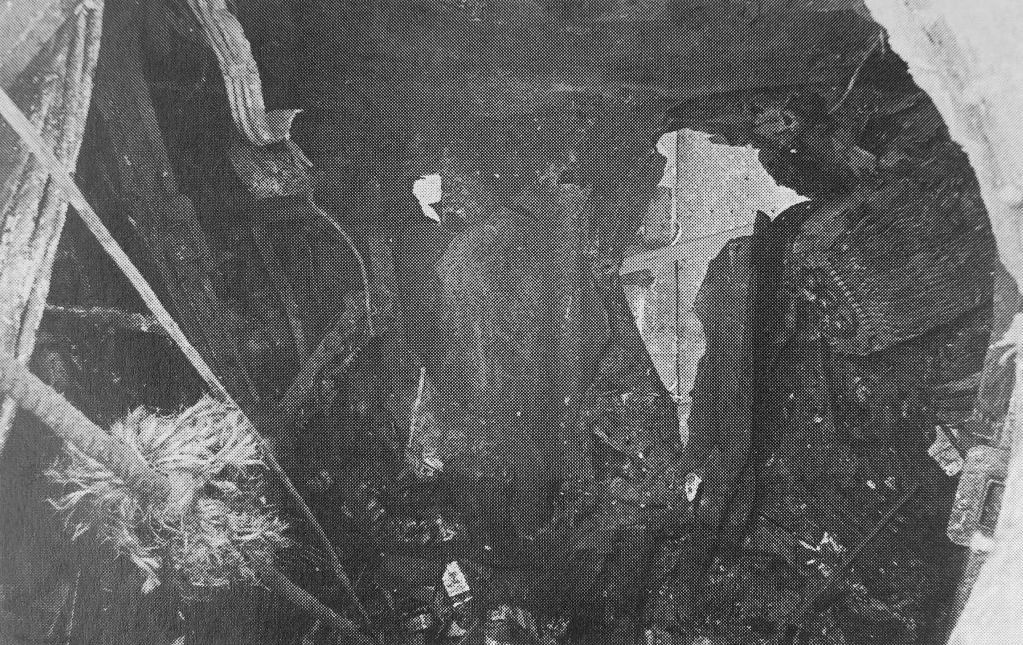
Foto taget från Ulvens däck genom förliga däcksluckan. Det ljusa fältet i bilden är botten på flytdockan sedd genom hålet i tryckskrovet.
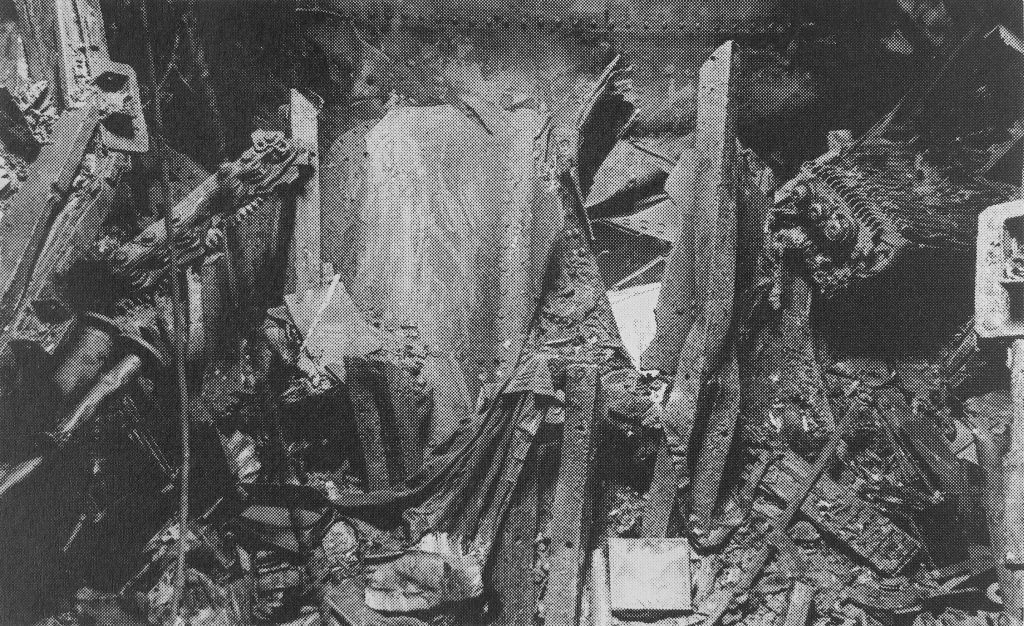
Skadorna sedda inifrån manskapsrummet. Botten på flytdockan syns genom hålet i tryckskrovet som en ljus triangel. Runt omkring ligger söndersprängda battericeller.

## Stödjande verksamheter
Som stöd till dykarverksamheten vid lokaliseringen, och framförallt bärgningen av Ulven fanns det i april 1943 invigda dyktankhuset på Nya Varvet. Byggnaden var i första hand avsedd att med en övningstank träna ubåtsbesättningar i individuell utstigning från en sjunken ubåt med hjälp av andningsapparat. När larmet kom om att Ulven saknades ökade aktiviteten vid dyktankhuset för att göra materielen klar och kunna ta hand om besättningsmän som behövde behandling i byggnadens tryckkammare. Under arbetet med bärgning av ubåten sommaren 1943, innebar det stora djupet påfrestning på dykarna och deras utrustning. Genom verksamheten vid dyktankhuset kunde dykarna vid behov komplettera utrustningen.
För att sända radiomeddelanden till ubåtar i undervattensläge krävs hög effekt och låg frekvens, cirka 15-30 kHz, för att inte signalen skall dämpas ut av saltvattnet. Under andra världskriget användes långvågssändaren i Grimeton utanför Varberg, som med sina 200 kilowatt uteffekt kunde sända meddelanden på frekvensen 17,2 kHz ner till cirka 30 meters djup på västkusten. Under sökandet efter Ulven sändes en rundremsa från "Per-Albins ledningsvagn", vilken togs emot i undervattensläge av ubåten Delfinen.

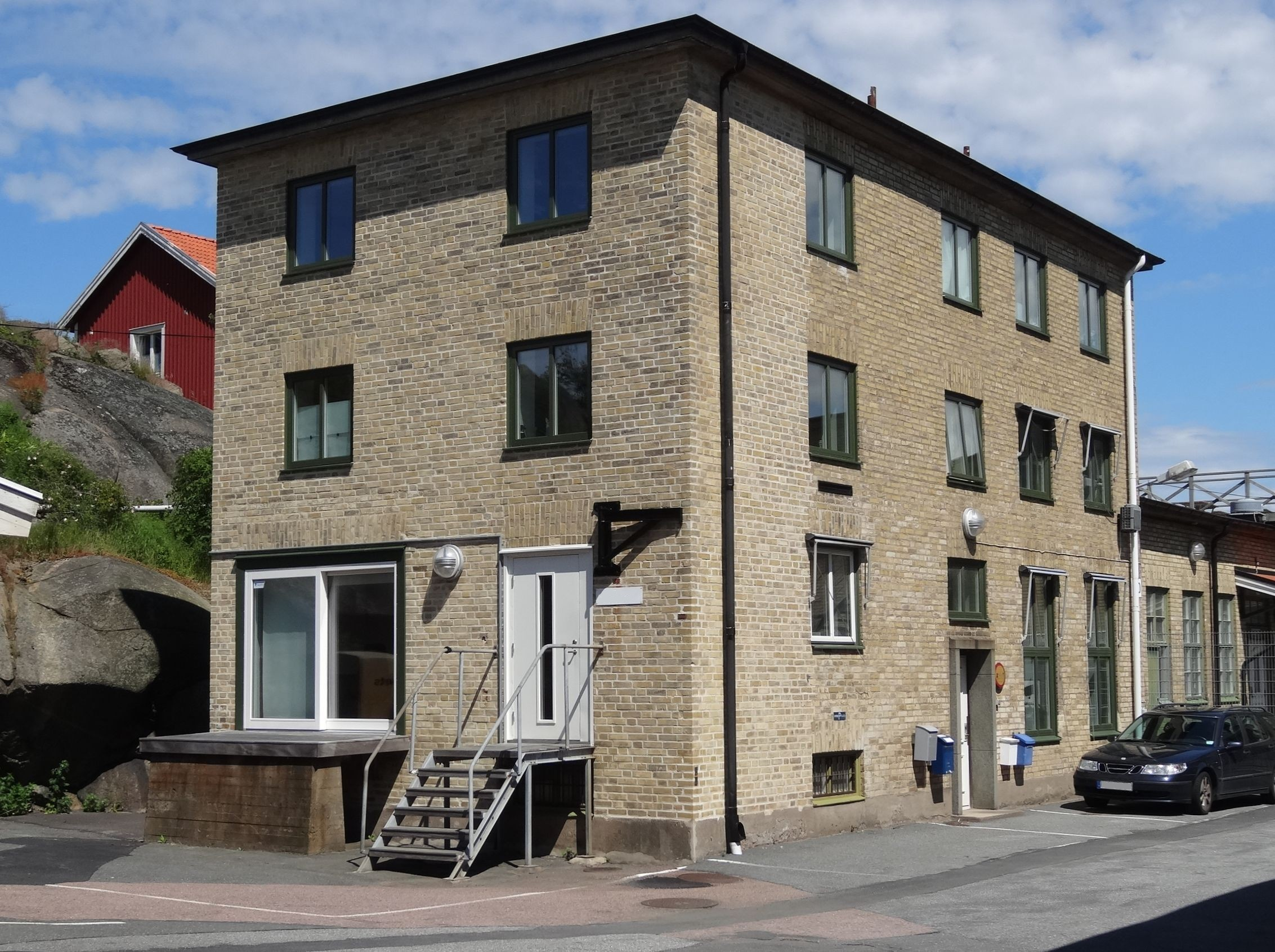
Dyktankhuset på Nya Varvet i nutid. Öppningen på gaveln gjorde det möjligt att flytta verksamhetens tryckkammare närmare en olycksplats.
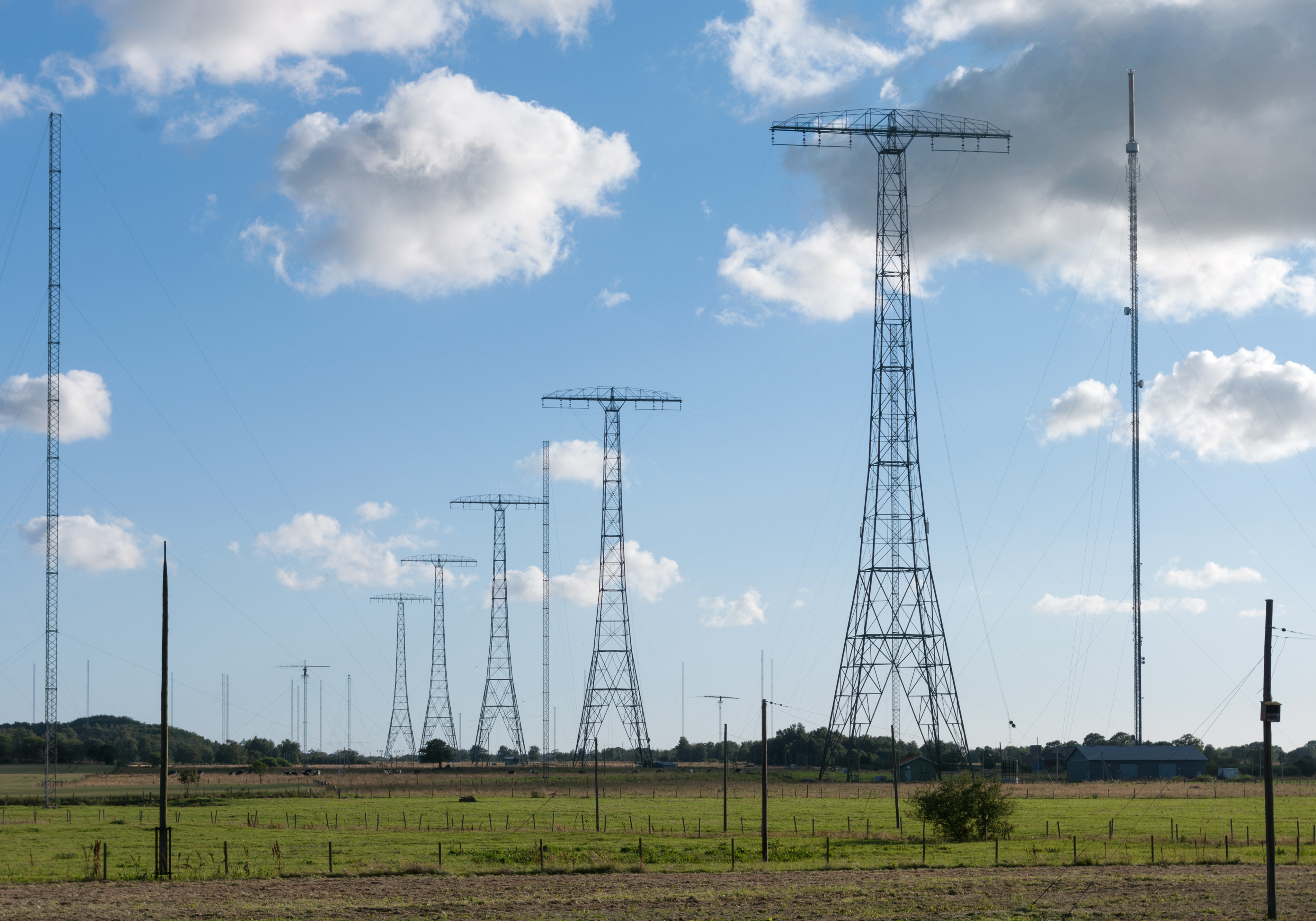
De 127 meter höga långvågsmasterna vid radiostationen i Grimeton.

## Omkomna
| - Kapten - Eskil Gustav Hedelius - Löjtnant - Lennart Westerlund - Flaggubåtsstyrman - Vilhelm Jansson - Ubåtsstyrman - Tage Malm - Flaggubåtsmaskinist - Gösta Lindgren - Fänrik - Stig Liljegren - Torpedmästare - Sven Andersson | - Ubåtsmaskinist - John Olsson - Nils Amboldt - Gustav Roslund - Arne Jönsson - Furir - Gösta Pettersson - Stig Greko - Bror Björkqvist - Bengt Nicklasson - Hjalmar Ekström - Nils Hallberg - Oskar Lindsjö - Karl Nilsson - Karl Bolander - Sten Jansson | - Sjöman - Helge Larsson - Karl Strömberg - Ove Strömberg - Erik Flodin - Karl Löwenborg - Henry Ryberg - Ove Persson - Karl Holm - Värnpliktig - Alf Utbult - Johan Andersson - Karl Andersson - Lars-Erik Tornberg |

## Museer och nutida minnesplatser
Fiskemuseet på Hönö har en permanent utställning som belyser händelsen och där det finns flera fotografier samt bärgade föremål från Ulven. På Sjöhistoriska museet i Stockholm finns bland annat Ulvens telefonboj och en chifferapparat. I ubåtshallen på Marinmuseum i Karlskrona finns föremål med anknytning till Ulven, bland annat ubåtsmaskinisten Gustav Roslunds armbandsur och plånbok. På Nya Varvets kyrkogård finns ett monument med texten: "Till minnet av de män som omkommit under tjänst å Göteborgs Eskader och Örlogsbas beredskapsåren 1939-1945" med samtliga namn uppräknade. Särskilt anges ubåten Ulven och dess besättning.

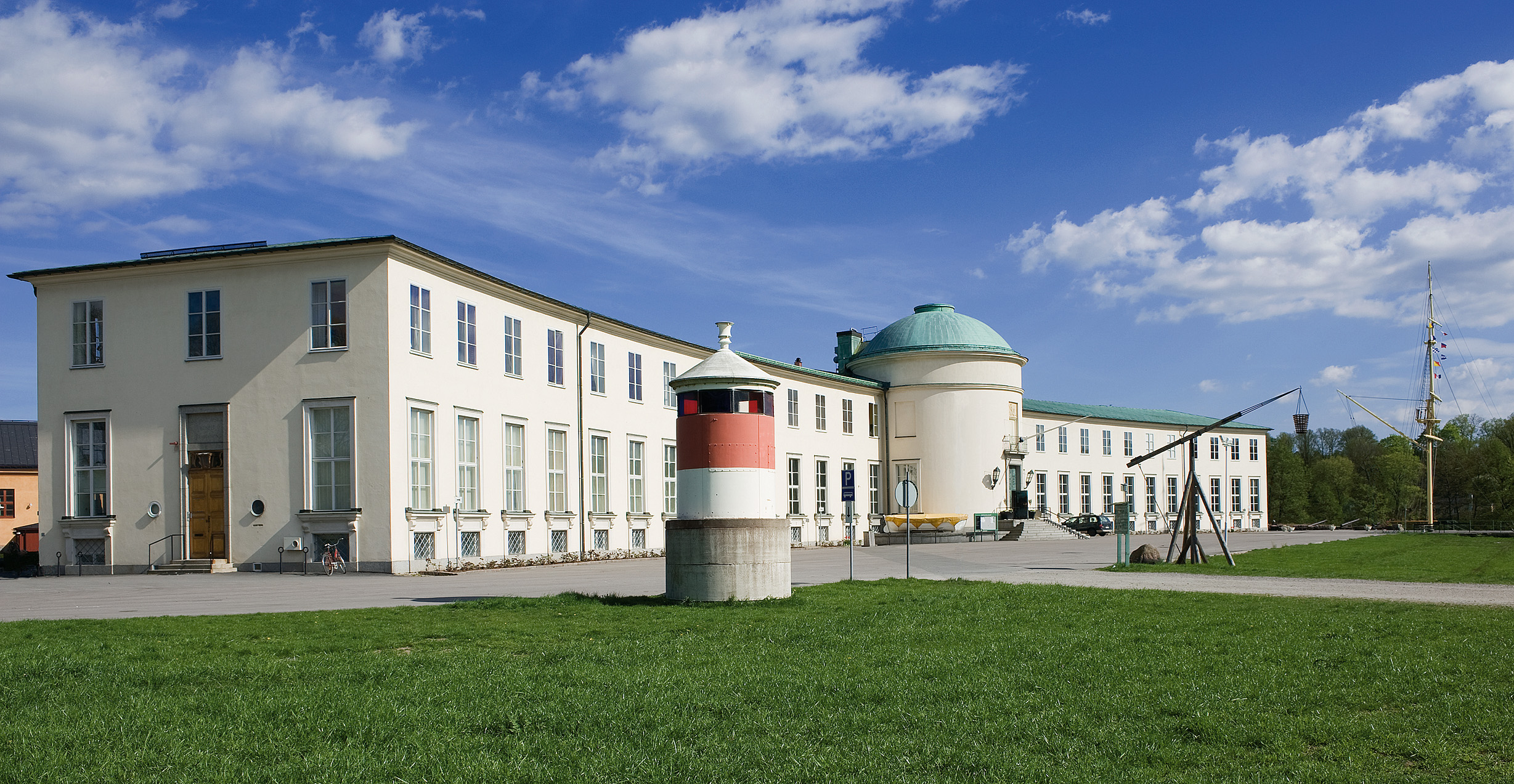
Sjöhistoriska museet i Stockholm.
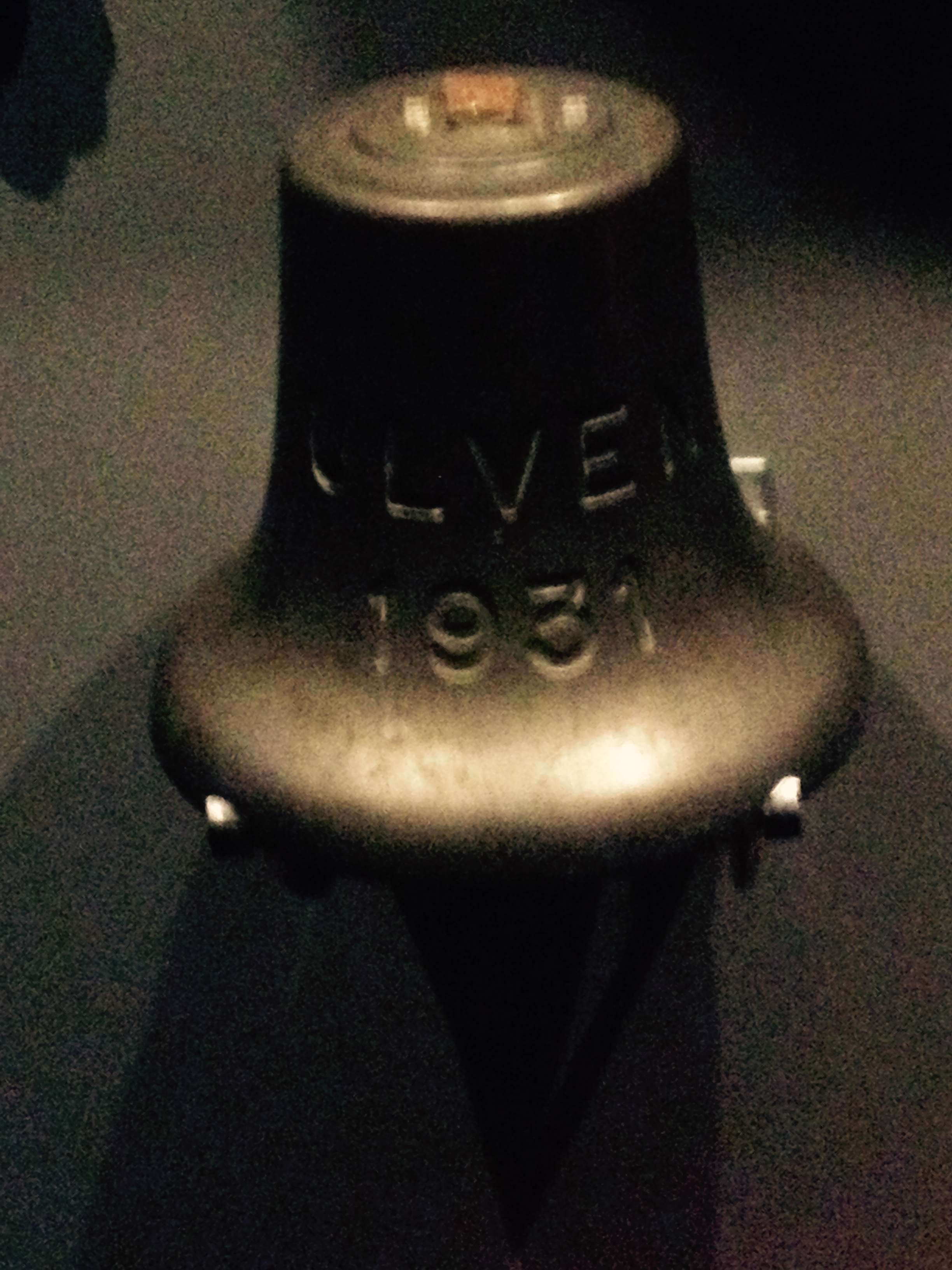
Skeppsklockan från Ulven på Sjöhistoriska museet.
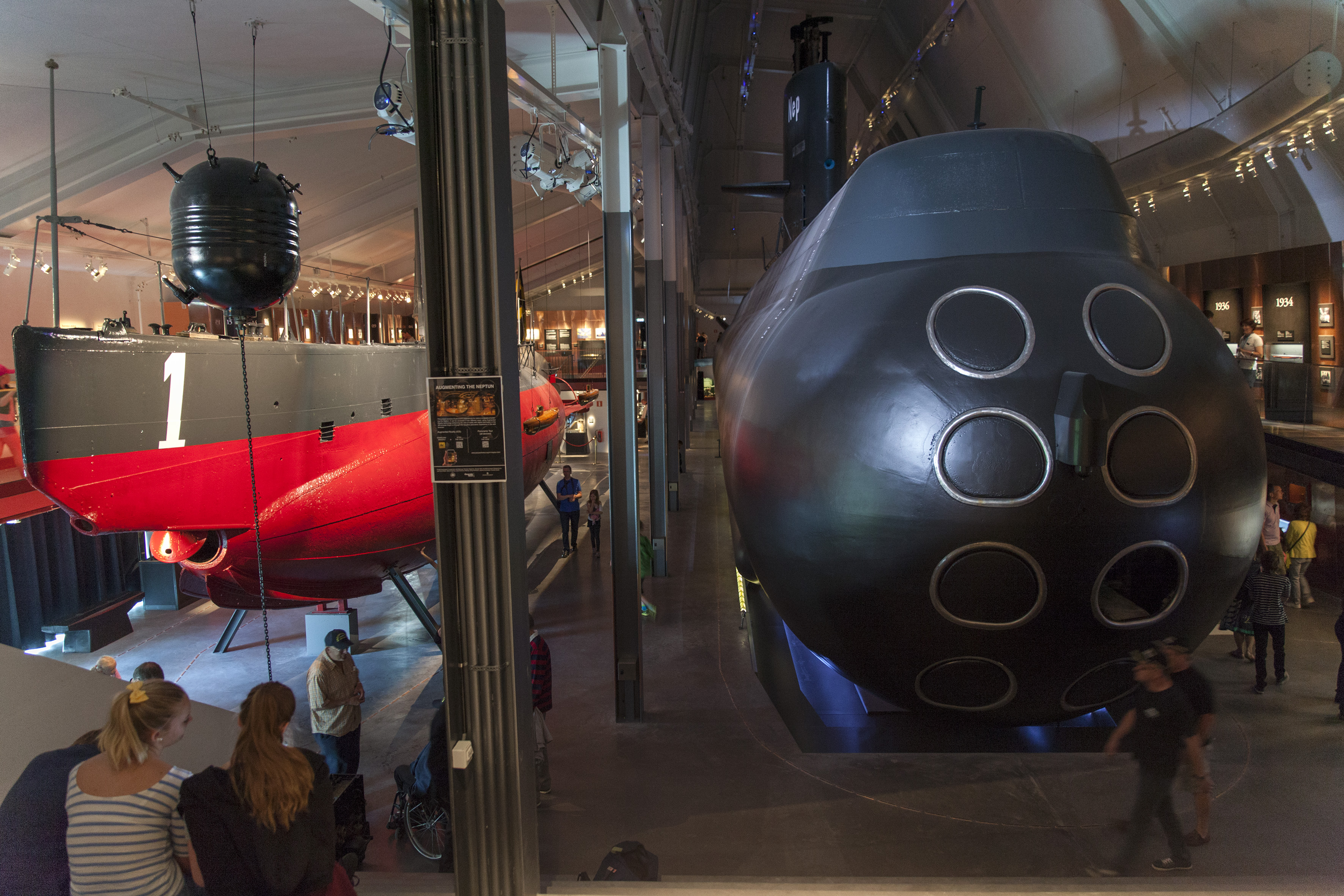
Ubåtshallen på Marinmuseum i Karlskrona informerar om det svenska ubåtsvapnets historia.
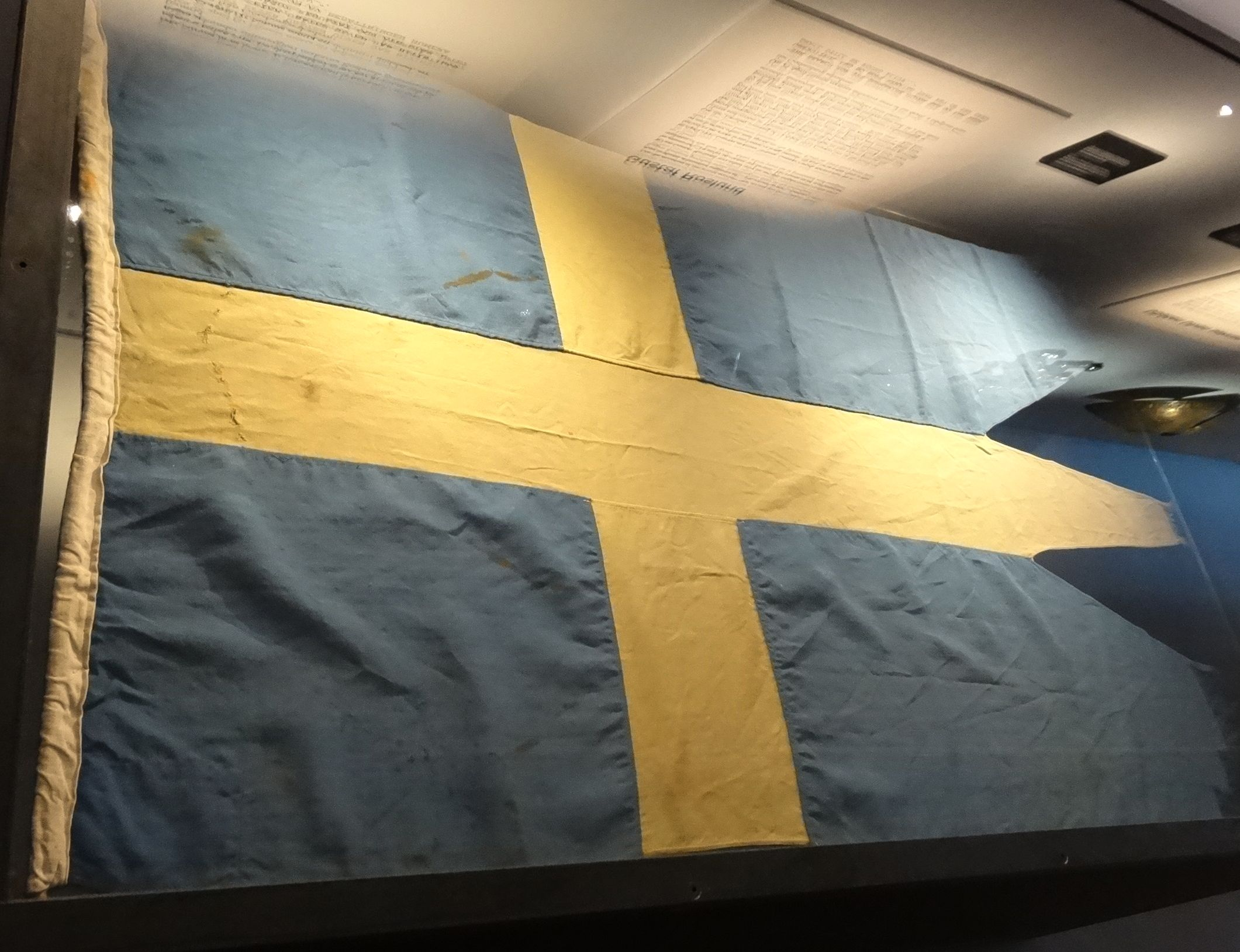
Ulvens flagga i nutid på Marinmuseum.
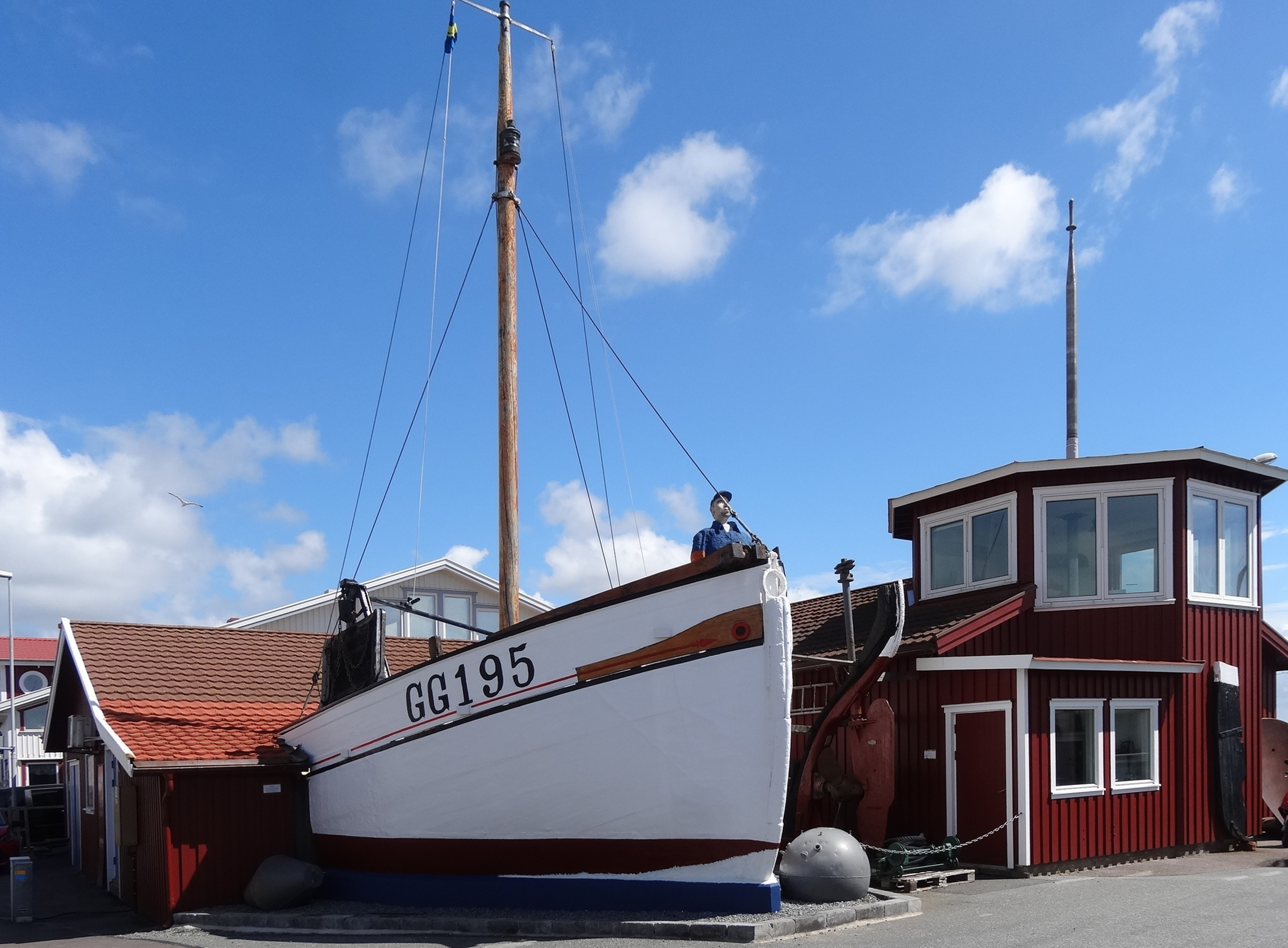
Det bevarade förskeppet från Normy, är numera en del av Hönö Fiskemuseum, Hönö Klåva. (GG195 Normy 2,som är en del av Hönö fiskemuseum är dock inte att förväxlas med den GG195 Normy 1, som hittade Ulven , det har funnits 3 st Normy med samma registrering "GG195" den sista Normy 3 med tillägget "West". Ägare till Normy-båtarna har varit av samma släkt och i samma rederi på Hälsö)
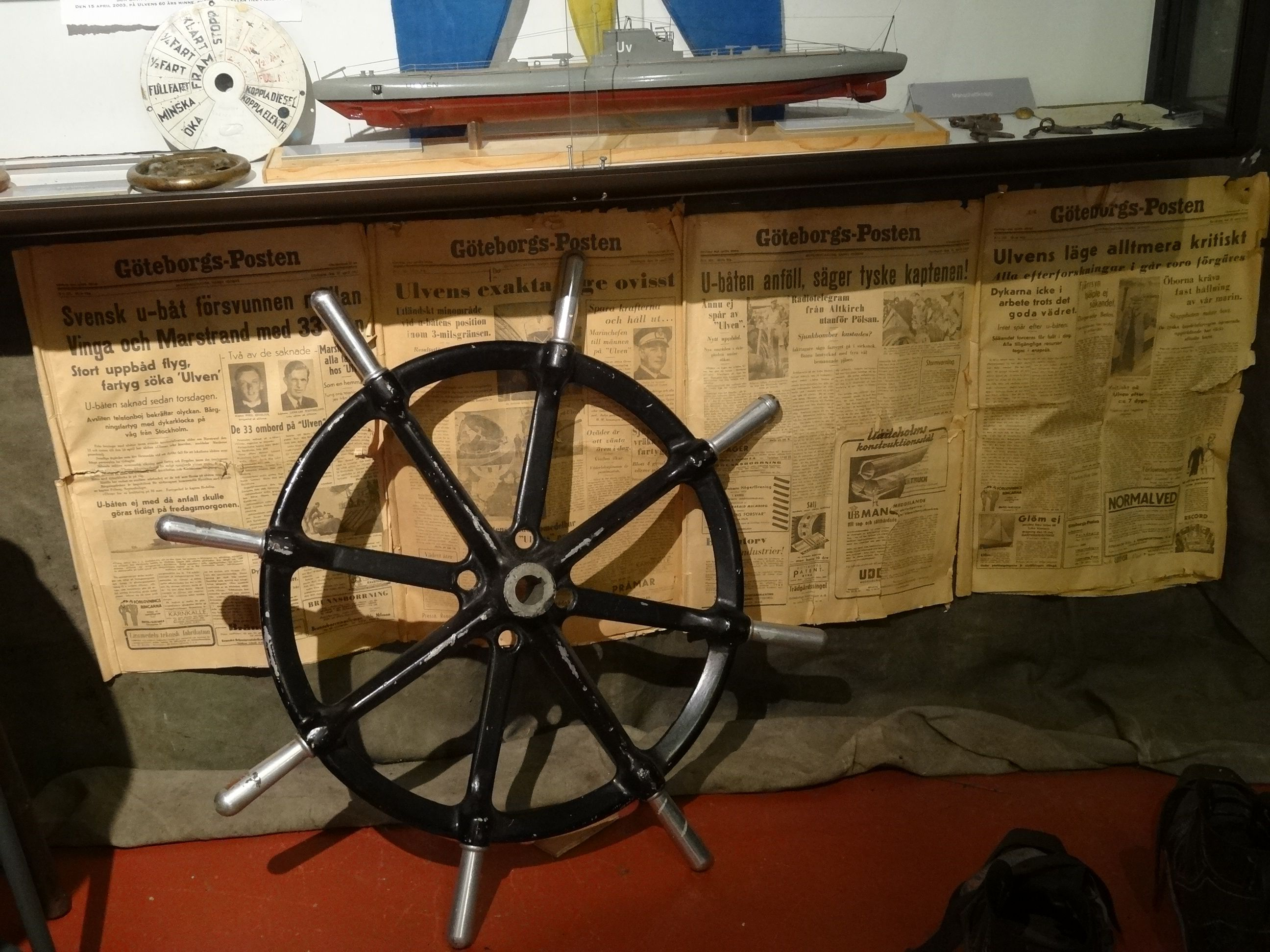
Föremål med anknytning till HMS Ulven och förstasidor från Göteborgs Posten i utställning på Hönö Fiskemuseum.
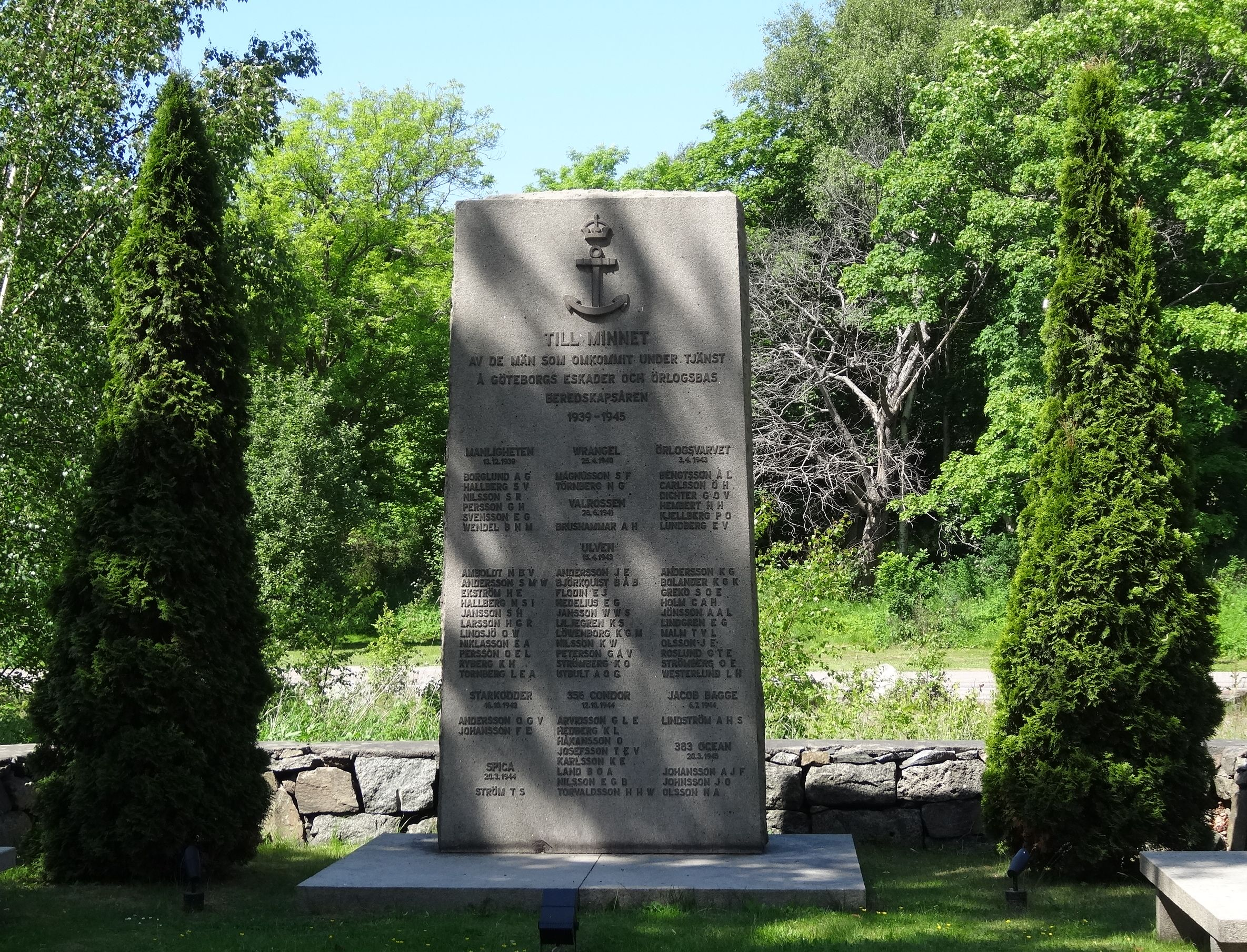
"Ulvenmonumentet" på Nya Varvets kyrkogård till minne av personer från Göteborgs eskader och örlogsbas, som omkommit 1939-1945.
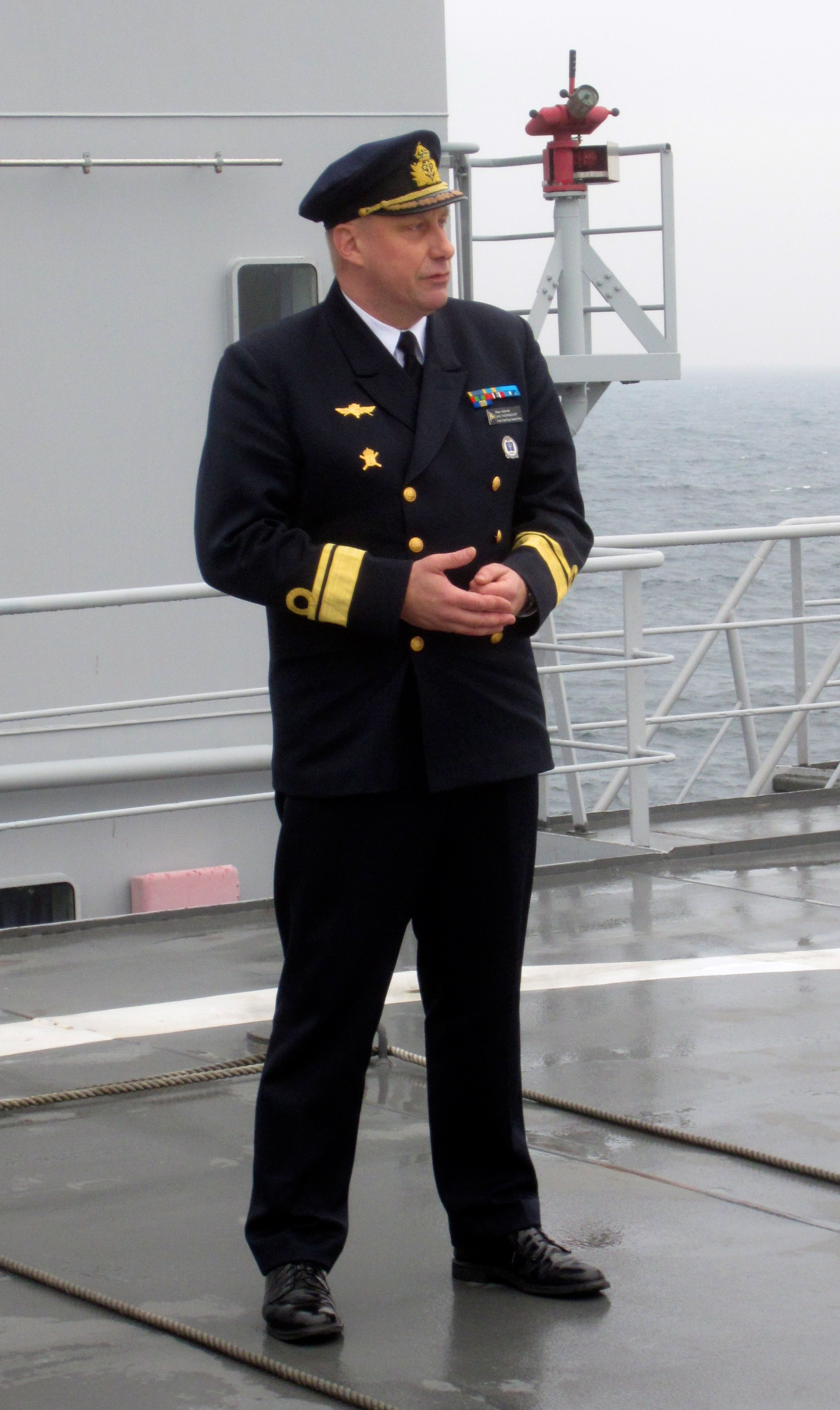
Konteramiral Jan Thörnqvist talar ombord HMS Belos i samband med minneshögtid för HMS Ulvens besättning den 15 april 2013.
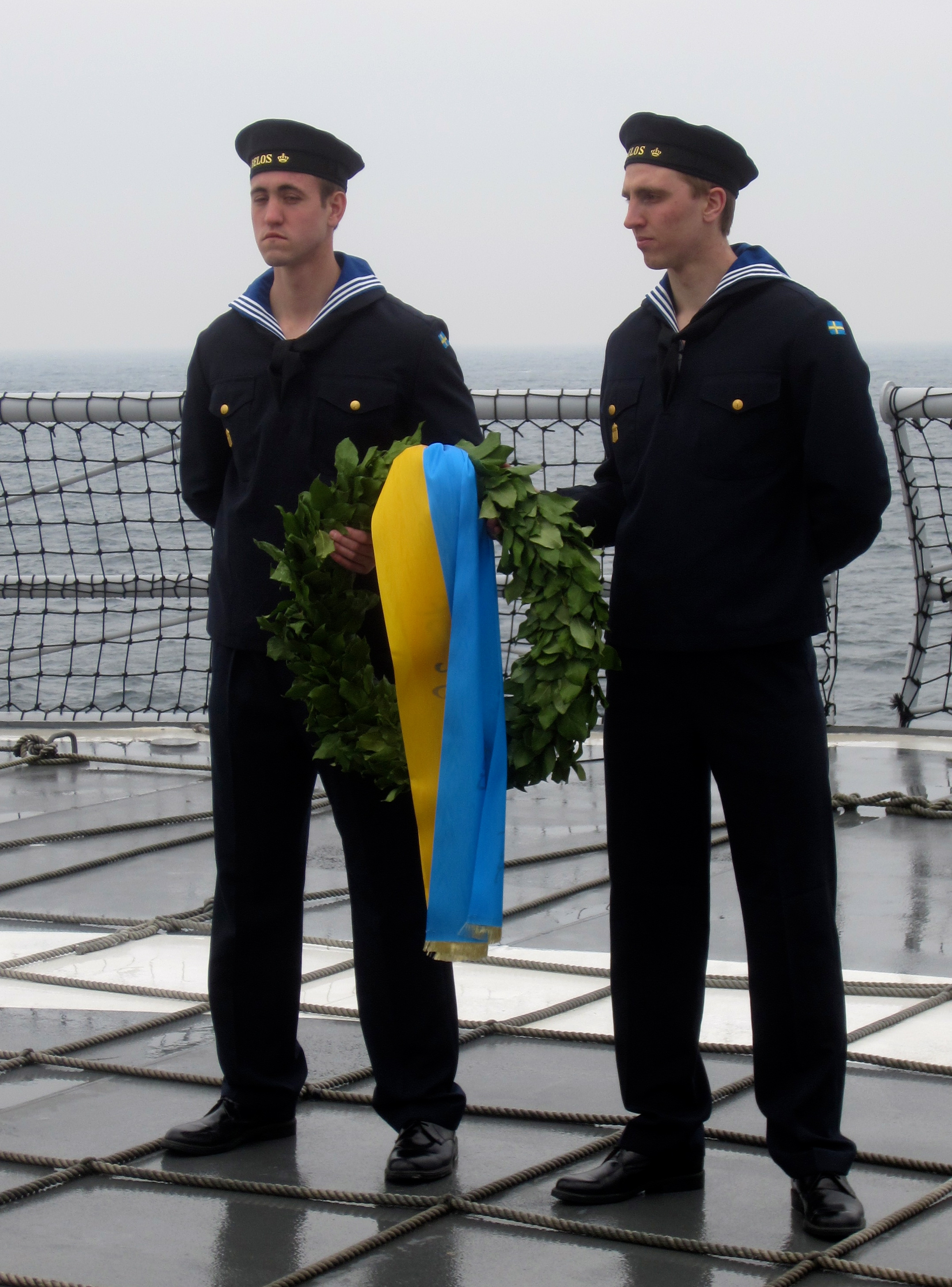
Minneskrans för HMS Ulvens besättning, ombord HMS Belos 15 april 2013.

## Rykten och märkliga händelser
Det utdragna sökandet efter Ulven gjorde att rykten om orsaken till förlisningen och det utdragna sökandet började spridas.   
När ubåten återfunnits kunde bland annat läkarexpertis konstatera att besättningen omkommit genom minsprängning i ett mycket hastigt förlopp. Sedan rykten om Ulvens förlisning i slutet av 1980-talet framförts i TV-program och tidningsintervjuer, gav dåvarande ÖB i uppdrag till Militärhögskolans militärhistoriska avdelning att reda ut om det fanns uppgifter i samband med ubåtens förlisning och eftersökning, som tidigare inte kommit fram. Till sin hjälp hade forskarna uppgifter i svenska och tyska arkiv som tidigare varit hemligstämplade, men som numera är öppna handlingar. Resultatet blev boken Ulven : redovisning av de faktiska omständigheterna kring ubåten Ulvens förlisning av kommendörkapten Hans von Hofsten, där ett antal rykten angående Ulven bemöts med motargument.
Det tyska fartyget S/S Altkirch var tidigt med i ryktesfloran kring Ulvens undergång. I ett mystiskt brev till Göteborgs-Posten 1988 refereras en tysk tidigare besättningsmans bekännelse, att fartyget först beskjutit Draken och senare rammat Ulven. Besättningsmannen berättar också att man hört knackningssignaler från levande besättningsmän på Ulven i Altkirchs passiva lyssnarutrustning. Hans von Hofsten underkänner brevet som bevis på flera punkter, till exempel fanns det inga rammningsskador på Ulven. Dessutom påpekar von Hofsten det märkliga i att kunna höra svaga knackningssignaler, men missa den minexplosion som bevisligen ägt rum.
Olika rykten om att personal inom marinen aktivt försökt hindra sökandet efter Ulven, och avsiktligt lät besättningen dö, framkommer bland annat i artiklar i kvällspressen 1988. Enligt von Hofsten är dessa rykten ofta baserade på misstolkade fakta. Dessutom undrar von Hofsten hur det kommer sig att spaningsledningen kunde rita upp en liten ruta runt vrakplatsen och beordra 20 örlogsfartyg och 30 fiskebåtar att söka där, om man hade för avsikt att försöka undvika att hitta ubåten.
Enligt andra rykten i kvällspressen 1988 skulle fem besättningsmän på Ulven ha överlevt flera dagar, och skickat knackningssignaler, för att slutligen skjuta sig själva. Von Hofsten bemöter detta med konstaterandet att enda möjliga platsen för någon att överleva ombord på den minsprängda Ulven, aktra torpedrummet, var tomt på manskap. Om några hade befunnit sig där under längre tid, hade de kunnat lösgöra den aktra telefonbojen, eller kunnat utföra fri uppstigning genom torpedlastluckan eller aktra torpedtuben. De undersökande rättsmedicinska läkarna var personer med hög personlig integritet enligt den medicinska expertis på Statens Rättsläkarstation i Solna, som von Hofsten bett att få utlåtande ifrån, och de rättsmedicinska läkarna upptäckte inga skottskador på någon av de avlidna i Ulvens besättning.